# Trois-Rivières
Pour les articles homonymes, voir Trois-Rivières (homonymie).
Trois-Rivières est une ville située au Québec (Canada), à l'embouchure de la rivière Saint-Maurice,. Elle se trouve sur la rive-nord du fleuve Saint-Laurent, à mi-chemin entre Québec et Montréal. Avec ses 139 163 habitants au dernier recensement en 2021, elle est la ville la plus peuplée de la région administrative de la Mauricie, ce qui en fait la capitale régionale. Fondée en 1634, elle est la deuxième plus ancienne ville du Québec. En 2009, la ville de Trois-Rivières est désignée capitale culturelle du Canada,.

## Toponymie
Le nom de Trois-Rivières (prononcé [tʁwɔ.ʁi.vjaɛ̯ʁ] ), qui date de la fin du XVIe siècle, a été qualifiée d'« imposture », notamment par l'ingénieur militaire français Louis Franquet : il renvoie en fait aux trois chenaux ou branches du delta que la rivière Saint-Maurice forme autour de plusieurs îles, dont deux principales débouchent dans le Saint-Laurent, l'île La Poterie et l'île Saint-Quentin; ce mythe a été possiblement inventé du fait que chaque rivière correspondait aux premières nations de la région qui faisaient commerce en ces lieux :
- Iroquois (par  Saint-Laurent)
- Atikamek (par la Métabéroutin)
- Algonquin (par la Alsigôntekw).

La ville occupe un emplacement connu des Français depuis 1535, lorsque Jacques Cartier, dans un voyage le long du Saint-Laurent, s'y arrête pour planter une croix sur l'île Saint-Quentin. Cependant, le nom « Trois-Rivières » n'est employé pour la première fois qu'en 1599, année durant laquelle François Gravé s'y rend, comme le relate Samuel de Champlain dans ses Voyages, lequel confirmera ce nom en 1603 dans sa brochure intitulée « Des Sauvages ».

## Géographie
Trois-Rivières est située dans les basses-terres du Saint-Laurent, à la confluence du Saint-Maurice avec le fleuve Saint-Laurent. Au sud-ouest de la ville se trouve le lac Saint-Pierre, reconnu comme site Ramsar et réserve mondiale de biosphère.
Situé sur la rive nord du Saint-Laurent, le territoire de la ville est grossièrement rectangulaire avec une orientation sud-ouest - nord-est, d'une longueur de 26 km sur une largeur de 17 km. Elle est bordée par les municipalités de Saint-Étienne-des-Grès et Yamachiche à l'ouest, Notre-Dame-du-Mont-Carmel et Saint-Maurice au nord, Champlain,, à l'est et finalement le fleuve Saint-Laurent au sud.

### Relief
Le relief de la ville est généralement plat et est composé de plateaux qui s'élèvent en s'éloignant du Saint-Laurent pour atteindre 75 m d'altitude au nord de celui-ci. Le Saint-Maurice coupe ce plateau en deux et creuse une vallée profonde dont le fond n'atteint pas 20 m d'altitude. La partie la plus basse est le Saint-Laurent, dont l'estuaire commence à Pointe-du-Lac,.

### Îles des Trois-Rivières
Ce sont les îles des Trois-Rivières qui sont à l'origine de son nom. Elles sont actuellement au nombre de cinq. La plus vaste, l'île Saint-Christophe, est considérée par les citoyens comme l'île centrale car c'est à elle que sont arrimés les deux ponts Duplessis et c'est par elle que les véhicules automobiles peuvent atteindre les autres îles. Cette île a des vocations militaire (réserve navale) et récréative (club de golf Métabéroutin). En outre, elle accueille le club de canoë-kayak des Trois-Rivières.
L'île Saint-Quentin est une île presque exclusivement vouée aux loisirs. Elle est pourvue de sentiers pédestres, d'une marina, d'une piscine, d'une plage, d'espaces de pique-niques, et de terrains de jeux. En hiver, des glissades, des sentiers et des patinoires y sont aménagés. Les plages de l'île étaient fréquentées par les citoyens au début du XXe siècle de façon clandestine au moment où elle appartenait à une compagnie papetière (Consolidated Bathurst). L'île a été rachetée par la cité des Trois-Rivières et aménagée comme lieu de loisirs au début des années 1960. On y accède présentement par le pont Cloutier.

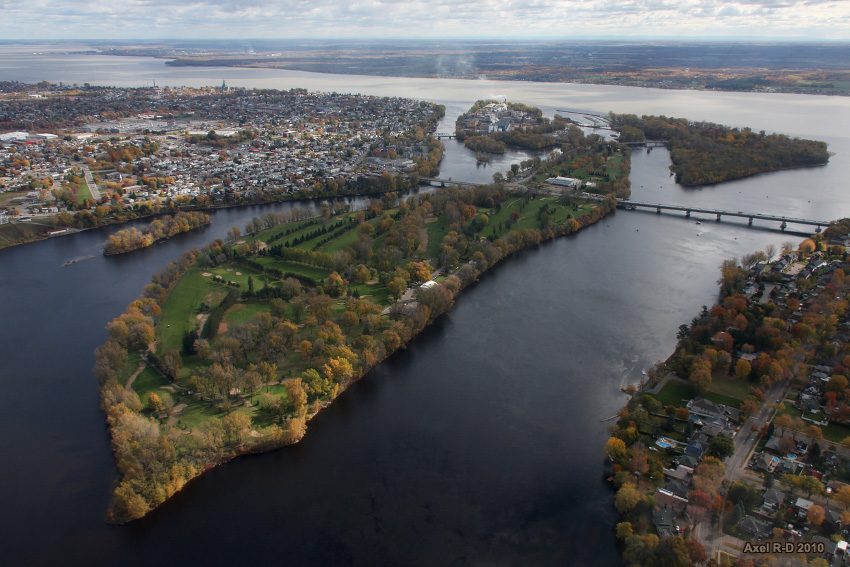
Les îles des Trois-Rivières.

L'île La Poterie a une vocation industrielle depuis très longtemps. On y retrouvait, au XIXe siècle la scierie Baptist (on l'appelait l'île Baptist). Au début du XXe siècle, elle est devenue le site de l'usine papetière Wayagamack de la Consolidated Bathurst (maintenant opérée par Kruger Inc.). L'île est maintenant unie à l'île Caron, où se trouve le pont qui permet aux travailleurs d'y accéder, de même qu'aux camions chargés de copeaux et de billes de bois.
Il y a moins de cent ans, l'île Saint-Joseph située plus au nord était une entité distincte. Au cours du XXe siècle, elle s'est soudée à l'île Saint-Christophe et figure maintenant comme telle dans les plans officiels. À l'est de la pointe « Saint-Joseph » de l'île Saint-Christophe se trouve une petite île privée, l'île Ogden. Il existe plusieurs ilets parmi les îles principales. Ils disparaissent ou réapparaissent au gré des années et marées. Parmi ces îles disparues ou fondues aux marécages : l'île Blonville et l'île Margot. On retrouve aussi une petite île située entre la rive est, les piliers de l'ancien pont d'acier et l'île Saint-Christophe. Elle s'appelle l'île de Sable et n'a aucune vocation connue.
Aujourd'hui[Quand ?], les îles des Trois-Rivières ne sont pas habitées, mais il en fut autrement jusqu'au début du XXe siècle, alors qu'on y trouvait maisons, fermes et même une école.

### Hydrographie

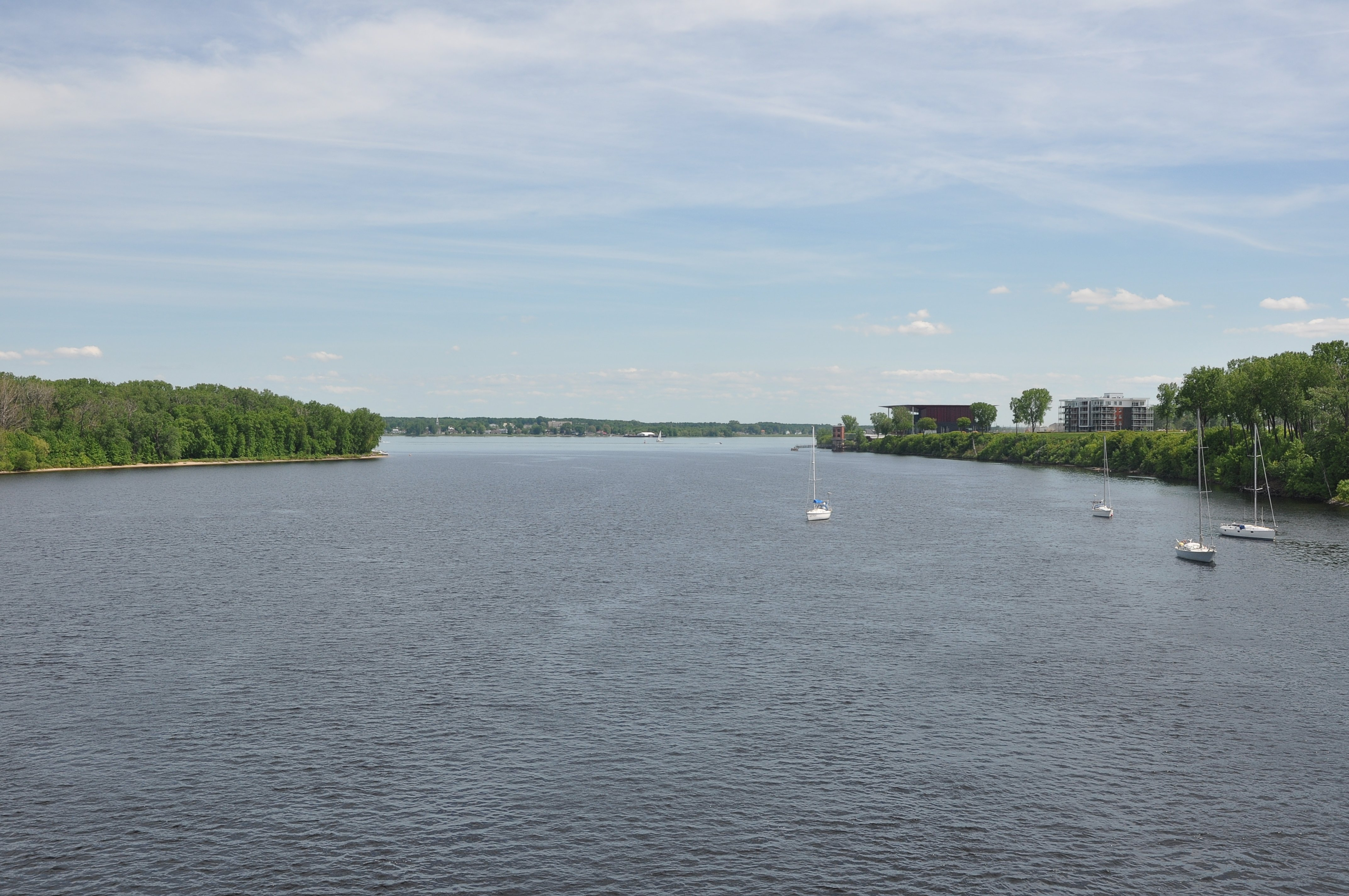
Rivière Saint-Maurice.

La ville de Trois-Rivières est bordée par le fleuve Saint-Laurent, au sud, et traversée par la rivière Saint-Maurice.

### Géologie
Le sous-sol est composé de trois formations de l'Ordovicien, faisant toutes partie de la plateforme du Saint-Laurent : les groupes de Trenton, Black River et Chazy, le groupe d'Utica et le groupe de Lorraine. Les roches les plus courantes sont le shale, le grès et le calcaire. On retrouve aux Trois-Rivières deux gisements de gaz naturel, l'un correspondant à la fontaine du Diable localisé aux Forges-du-Saint-Maurice et l'autre, à Pointe-du-Lac est épuisé.

### Protection du territoire

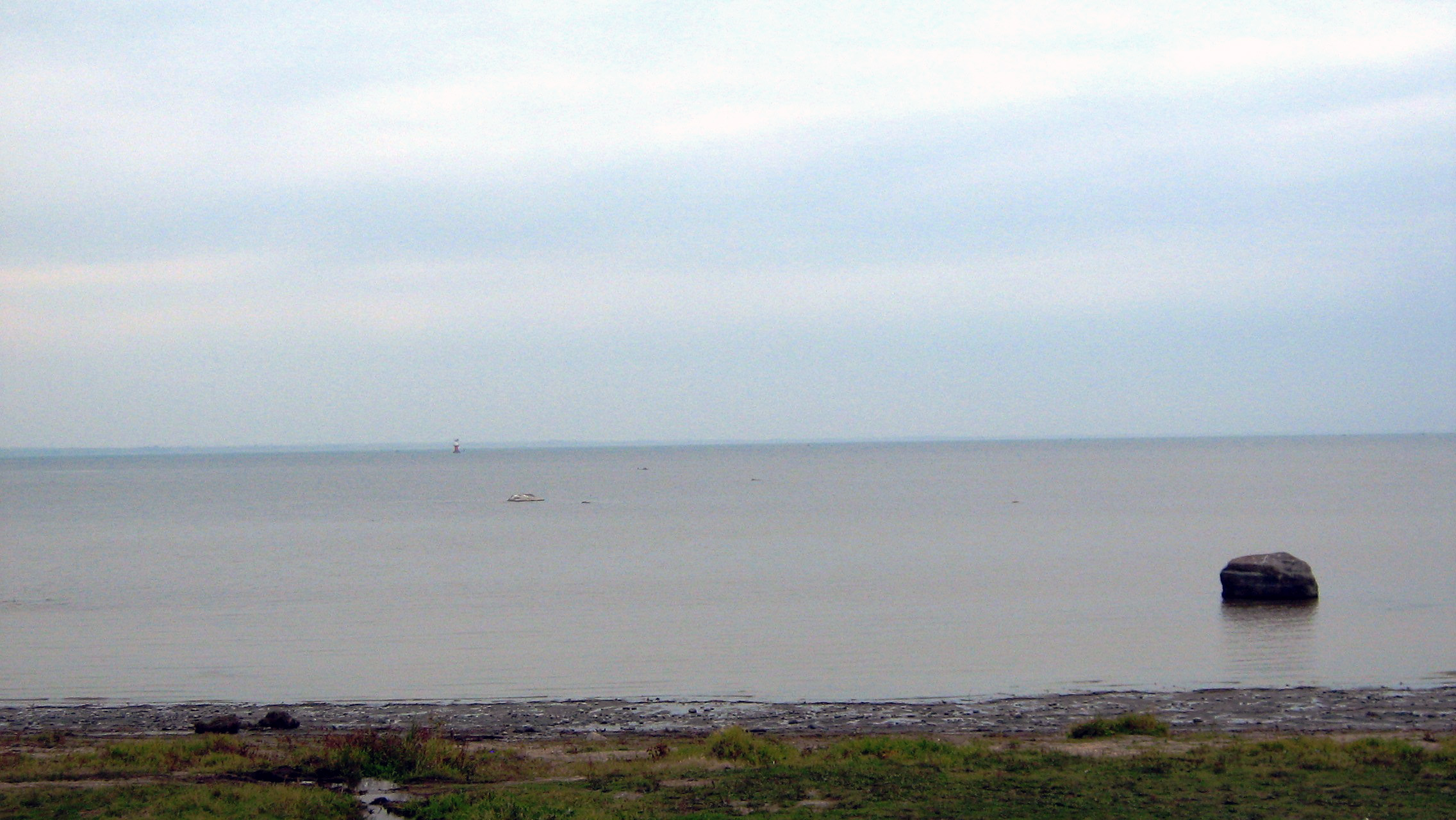
Lac Saint-Pierre.

Trois-Rivières compte cinq aires protégées désignées par le gouvernement du Québec, soit la réserve écologique Marcel-Léger (0,36 km2), le refuge faunique de Pointe-du-Lac (2,61 km2), les aires de concentration d'oiseaux aquatique de l'île aux Sternes (9,3 km2) et de Pointe-du-Lac–Rivière-Yamachiche (14,28 km2) et l'habitat du rat musqué de l'île aux Sternes (63 800 m2). La ville administre aussi le parc de l'Île-Saint-Quentin, qui est situé dans le delta du Saint-Maurice.

### Climat
Trois-Rivières connait un climat continental ayant une amplitude thermique de 32 °C entre les mois de janvier et de juillet. Il tombe en moyenne 1 100 mm de précipitations par année, ce qui est plus humide que Montréal (979 mm), mais plus sec que Québec (1 230 mm). Il tombe en moyenne 241 cm de neige. La plus basse température observée est de −41,1 °C le 24 janvier 1976 et la plus haute de 36,1 °C le 1er août 1975.
| Mois                              | jan.  | fév.  | mars | avril | mai  | juin  | jui.  | août  | sep.  | oct.  | nov.  | déc.  |
| --------------------------------- | ----- | ----- | ---- | ----- | ---- | ----- | ----- | ----- | ----- | ----- | ----- | ----- |
| Température minimale moyenne (°C) | −17,6 | −15,4 | −8,8 | −0,5  | 6,2  | 11,5  | 14,1  | 13    | 7,9   | 2,2   | −3,8  | −12,8 |
| Température moyenne (°C)          | −12,5 | −10   | −3,7 | 4,7   | 12,4 | 17,3  | 19,8  | 18,6  | 13,1  | 6,9   | 0     | −8,3  |
| Température maximale moyenne (°C) | −7,3  | −4,6  | 1,4  | 9,9   | 18,6 | 23,2  | 25,5  | 24,1  | 18,3  | 11,5  | 3,8   | −3,8  |
| Record de froid (°C)              | −41,1 | −35,6 | −35  | −17,2 | −6,1 | −1,5  | 3,5   | 1,1   | −7,2  | −10,6 | −25,6 | −35,5 |
| Record de chaleur (°C)            | 13    | 10    | 17   | 31,5  | 32,2 | 34,5  | 34    | 36,1  | 30,5  | 27,2  | 20    | 12,5  |
| Précipitations (mm)               | 85,6  | 59,8  | 74,9 | 80,3  | 92,3 | 101,3 | 108,6 | 107,7 | 104,7 | 94    | 101,6 | 89,1  |

## Services publics

### Police
Trois-Rivières possède son propre service de police : la Direction de la police de Trois-Rivières (DPTR). En 2021, le service compte environ deux cents policiers sous la direction de René Martin.

### Bibliothèques
La ville possède un réseau de cinq bibliothèques qui contient plus de 500 000 documents.

### 311
Depuis 2018, la ville possède une ligne d'information centralisée 311 qui permet de répondre aux demandes des citoyens.

## Transport
| Autoroute / Route | Fonction                                                                        |
| ----------------- | ------------------------------------------------------------------------------- |
| Autoroute 40      | Montréal−Trois-Rivières−Québec                                                  |
| Autoroute 55      | Saguenay−La Tuque−Shawinigan−Trois-Rivières−Drummondville−Sherbrooke−États-Unis |
| Route 138         | Chemin du Roy                                                                   |

### Routier

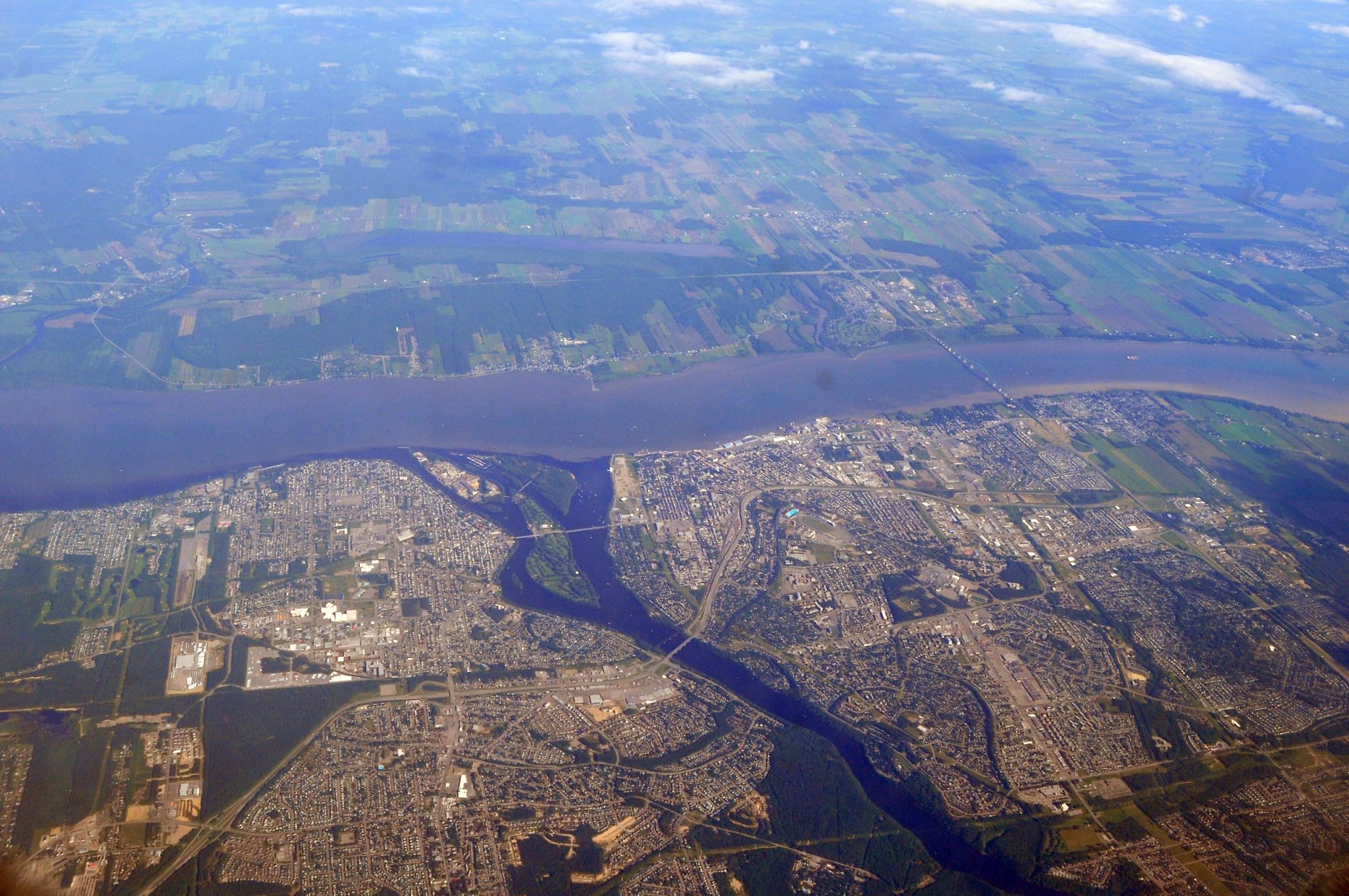
Trois-Rivières vue du ciel.

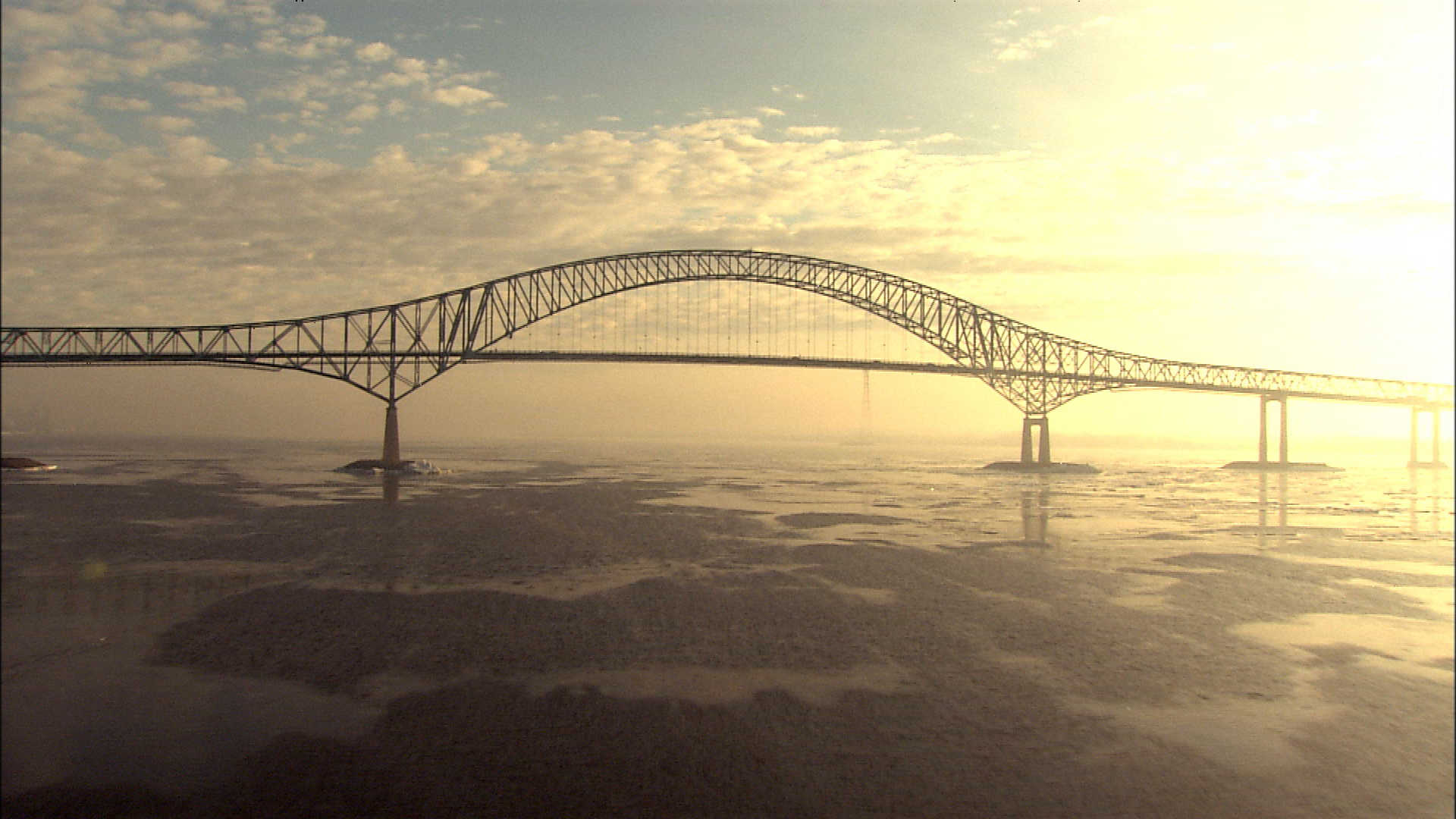
Pont Laviolette, plus long pont à charpente métallique du Québec.

La ville est située à la jonction des autoroutes 40 et 55. La première mène aux villes de Québec et Montréal. La seconde relie Saguenay et La Tuque via la route 155 de Shawinigan au Vermont en passant par Drummondville et Sherbrooke. Cette autoroute est, par le pont Laviolette, la seule traversée du fleuve entre Québec et Sorel-Tracy et le seul pont entre la région de Montréal et Québec à enjamber le fleuve. Trois routes provinciales parcourent aussi les limites de la ville, soit la route 138, la route 157 et la route 352. Les autoroutes 40 et 55 ainsi que le trajet formé par les boulevards des Récollets, Gene-H.-Kruger, de la Commune et la rue Notre-Dame Centre de la sortie 198 de l'autoroute 40 et le port de Trois-Rivières sont considérés comme route principale du réseau routier national du Canada.
En 2025, le pont Radisson à Trois-Rivières, âgé de 55 ans et utilisé quotidiennement par environ 60 000 véhicules, fera l'objet d'un projet de réfection majeur du ministère des Transports du Québec en raison d'une usure importante de la dalle, des poutres et de la structure d'acier.

### Autobus
Le transport en commun est assuré par la Société de transport de Trois-Rivières ou STTR, qui avec ses 13 lignes régulières effectue 3,2 millions de déplacements par années. La ville de Bécancour offre aussi deux aller-retour par jour entre Trois-Rivières et celle-ci. Elle est aussi reliée par autocar aux villes de Saint-Léonard-d'Aston, Drummondville, Richmond, Windsor et Sherbrooke par la société La Québécoise. La compagnie Autocar Chevrette offre une liaison vers Grand-Mère, Shawinigan et La Tuque. Pour sa part, Orléans Express assure une liaison à l'ouest vers Louiseville, Berthierville, Repentigny, Laval et Montréal, ainsi qu'à l'est vers Sainte-Foy et Québec.

### Ferroviaire
Le transport ferroviaire est assuré par le Chemin de fer Québec-Gatineau, qui possède les deux lignes parcourant Trois-Rivières, soit la subdivision Trois-Rivières, qui relie Montréal à Québec et la subdivision St. Maurice Valley qui relie Trois-Rivières à Shawinigan. Seul le transport de fret est disponible sur ses lignes, le service de passagers n'étant plus offert depuis 1990.

### Nautique et aérien
La ville compte aussi un port maritime et un aéroport régional.

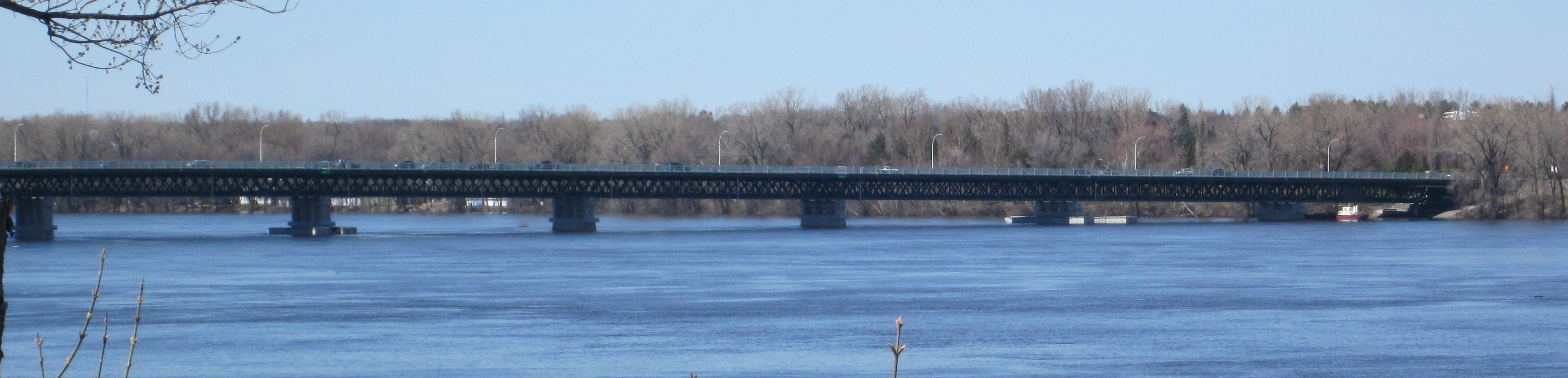
Pont Duplessis.

## Économie
L'économie de la cité de Laviolette se fonde sur la fabrication (Trois-Rivières fait la une du magazine Canadian Geographic. Intitulée « Une histoire de ténacité », l'édition d'avril 2009 fait l'éloge de la « plus vieille ville industrielle du Canada ». Une quinzaine de pages sont ainsi consacrées à la cité de Laviolette, dont on décrit les diverses facettes, l'histoire, l'économie ainsi que la qualité de vie.) qui constitue 19,1 % du PIB de la ville et sa région métropolitaine, vient en seconde position les services financiers, immobiliers, professionnels, et administratifs avec 17,3 %, suivis directement par l'enseignement, la santé et l'assistance sociale et ses 17,2 %. Quant au commerce il représente 9,2 % du PIB, tandis que la culture, information, loisirs et hébergement enregistrent une contribution de 5,7 % dans le produit intérieur brut de l'agglomération. Trois-Rivières est aujourd'hui un centre important de l'industrie papetière et de la production hydroélectrique. D'autres industries importantes comprennent le traitement des métaux, la fabrication de matériaux de construction et de meubles, de la transformation du bois de même que de la transformation des aliments. Est promu activement la création d'entreprises dans les domaines de l'aérospatiale, la biotechnologie, la logistique, la technologie environnementale et la microélectronique. En outre, Trois-Rivières est fréquenté annuellement par un peu plus de 2,25 millions de visiteurs.

## Histoire

### Naissance et genèse

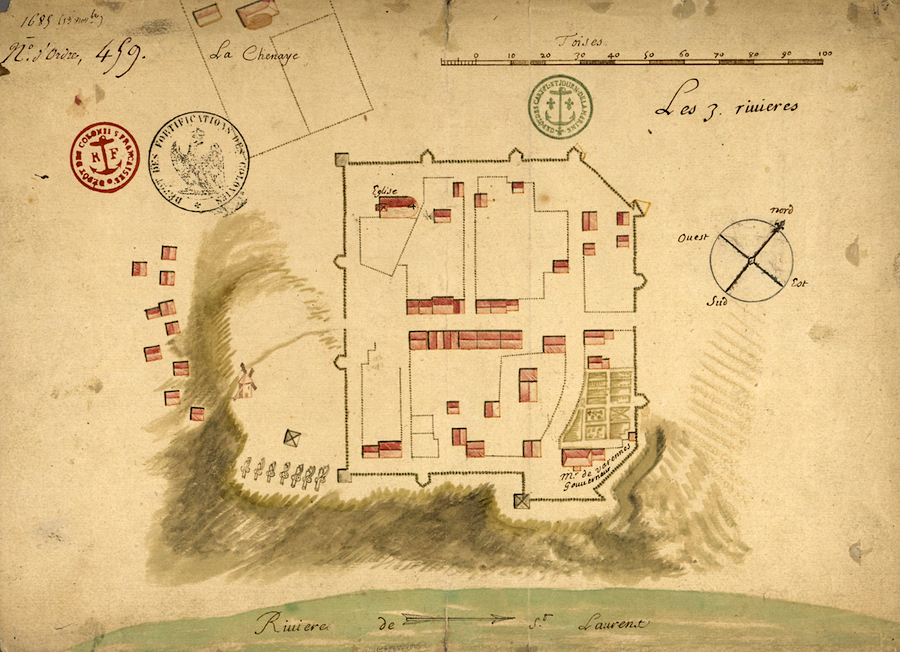
Plan de Trois-Rivières en 1685.

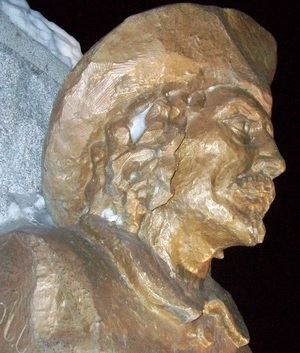
Buste de Laviolette, fondateur de Trois-Rivières.

À l'origine, l'habitation des Trois-Rivières était située sur la rive droite de l'embouchure de la rivière « Metaberoutin » (aujourd'hui rivière Saint-Maurice), ainsi nommée par les Atikamek montagnais de un langue algonquine. En raison de sa situation sur deux axes importants (rivière Saint-Maurice et fleuve Saint-Laurent), les autochtones avaient déjà choisi les lieux pour procéder au troc des produits  comme les fourrures avec les Iroquoiens du Saint-Laurent, les Abénaquis, et finalement du Français. 
En 1635, le père Le Jeune rapporte avoir trouvé des vestiges d'une ancienne palissade qui aurait été incendiée par les Iroquois. Cette construction date donc d'avant l'établissement officiel de 1634, mais n'est pas nécessairement très ancienne. Samuel de Champlain qui s'y est souvent rendu avant cette année là, n'a jamais indiqué dans ses écrits que ce lieu était habité ou qu'on pouvait y voir les restes d'une ancienne bourgade.
Le 12 octobre 1535, l'explorateur Jacques Cartier décrit le site. Il nomme la rivière Saint-Maurice « rivière de Fouez » en l'honneur de la maison de Foix et fait ériger une croix sur la pointe de l'île Saint-Quentin. En 1599, on connaissait déjà ce nom de « Trois-Rivières », ainsi nommé en raison d'une illusion créée par le delta formé par les îles. Champlain écrit dans ses Voyages que le capitaine François Gravé s'y était rendu cette année-là.
C'est au chef Montagnais Capitanal dont le père avait combattu aux côtés de Samuel de Champlain que ce dernier promit au mois de mai 1633, de faire construire une habitation à Trois-Rivières. Il mandata Laviolette pour ce faire et ce, afin de faciliter le commerce avec les indigènes. Partis le 1er juillet 1634 de Québec, Laviolette et ses hommes arrivèrent le 4 juillet, décrété jour de la fondation.
D'abord comptoir de commerce, Trois-Rivières développe ensuite une triple vocation qu'elle conserve au fil des siècles : siège de gouvernement, ville d'éducation et cité industrielle.
La ville est la deuxième à être fondée en Nouvelle-France (après Québec, avant Montréal). Grâce à sa situation stratégique, elle joue un rôle important dans la colonie et dans le commerce des fourrures avec les Premières Nations. Siège d'un gouvernement régional de la Nouvelle-France à partir de 1643, Trois-Rivières connaît la conquête britannique mais n'en souffre pas comme la ville de Québec. 
La domination française sur Trois-Rivières s'est poursuivie jusqu'en 1760, date à laquelle la ville a été capturée dans le cadre de la conquête britannique du Canada lors de la guerre de Sept Ans. Elle connaît même une brève occupation américaine, qui se termine par la défaite des « Bostonnais », aux portes de la ville, lors de la bataille de Trois-Rivières en 1776.
Au fil des ans, Trois-Rivières consolide sa vocation de chef régional en devenant le siège d'un district judiciaire (1792) et d'un évêché (1852).
Sur le plan de l'éducation, des missionnaires enseignants se présentent sur le site de Trois-Rivières dès 1617, c'est-à-dire avant même la fondation de la ville. Avec l'arrivée des religieuses ursulines, en 1697, une première maison d'enseignement voit le jour et plusieurs autres suivront, jusqu'à l'ouverture de l'Université du Québec à Trois-Rivières, en 1969.
Sur le plan économique, après l'ère des coureurs des bois et du commerce de la fourrure, Trois-Rivières devient ville industrielle quand entrent en production les Forges du Saint-Maurice, fondées en 1733 par M. de Francheville. Cette fonderie où l'on fabriquait boulets de canon, poêles en fonte, ainsi que divers ustensiles et accessoires de cuisine a représenté durant une longue période la principale activité économique de la ville.
Une centaine d'années plus tard, avec l'exploitation forestière de la vallée du Saint-Maurice, Trois-Rivières abrite d'abord des scieries, puis enfin des usines de papier. Le transport des billots de bois était alors facilité par la rivière Saint-Maurice qui permettait d'acheminer la ressource de sa coupe à l'usine, par flottaison. C'est ainsi que sont devenus célèbres les techniques de drave et les nombreux draveurs y travaillant.
Par la suite, Trois-Rivières revendiquera durant de nombreuses décennies le titre de capitale mondiale du papier et de l'industrie papetière. En 1926, le Canada devient le plus important producteur papetier et Trois-Rivières la capitale mondiale du papier notamment grâce à la présence de la plus grande usine de production de papier au monde appartenant à la Canadian International Paper (CIP).
En 1967, le 24 juillet, la ville de Trois-Rivières accueille le général de Gaulle, qui fit une halte dans cette ville, à l'occasion de son voyage organisé par le gouvernement du Québec, entre le 23 et le 26 juillet 1967. Il arrive avec le convoi d'officiels qui l'accompagne dans la ville vers 12 H 50 et prononce une allocution, en réponse à celle faite par le maire de la commune. Lors de cet arrêt, il est applaudi par des milliers de personnes et en profite pour saluer de près toutes les personnes qui souhaitaient le voir. Il déjeune dans cette ville et la quitte vers 15 H 00 pour continuer son voyage vers Montréal, en continuant à emprunter le Chemin du Roy, première route créée vers 1660 entre la ville de Québec et celle de Montréal.
L'usine de la CIP est désignée lieu historique national du Canada en 1991, mais l'édifice est démoli en 2001 et sera suivi par le développement du projet Trois-Rivières sur Saint-Laurent.

### Fondation de Trois-Rivières

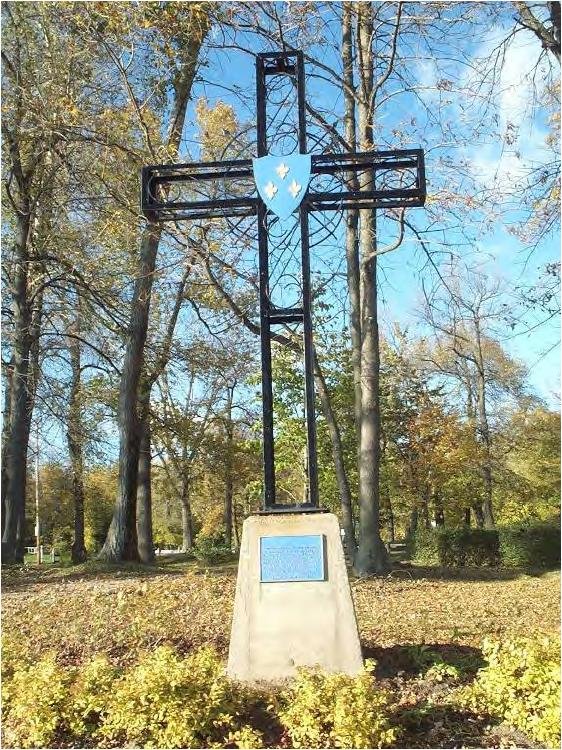
Croix commémorative de Jacques Cartier sur l'Île Saint-Quentin.

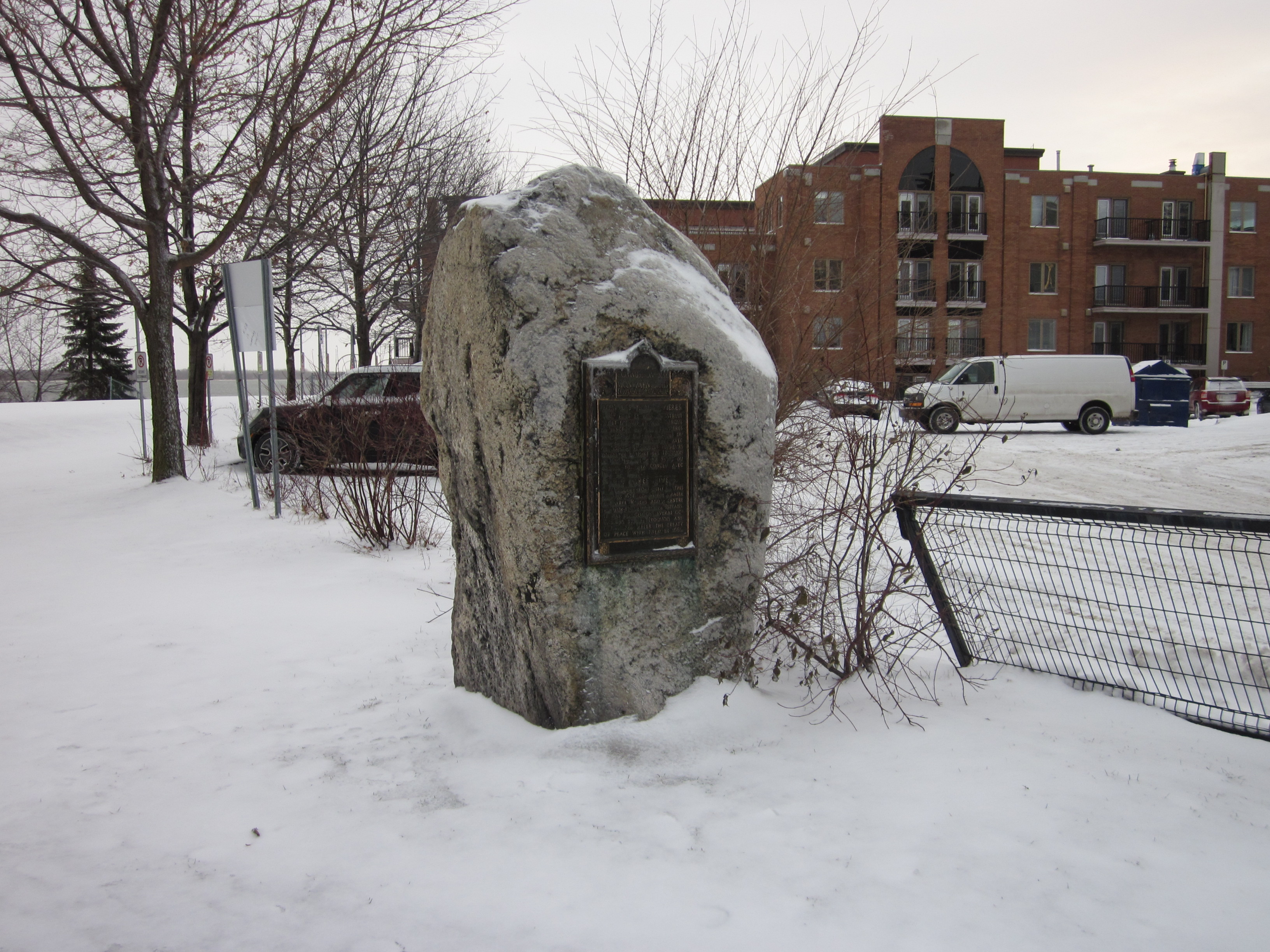
Lieu historique national Fort-Trois-Rivières.

Le récit de la fondation de Trois-Rivières s'appuie sur les Œuvres de Champlain, les Relations des Jésuites et l'introduction du premier registre des sépultures de Trois-Rivières ou Catalogue des trépassés. Le nom de Trois-Rivières figure sur une carte de Guillaume Levasseur dès 1601. Samuel de Champlain connaissait bien le lieu. En 1603, il écrivait : « Ce serait à mon jugement un lieu propre pour habiter et pourrait-on le fortifier promptement, car sa situation est forte de soi et proche d'un grand lac qui n'en est qu'à quatre lieux. ». Mais, en 1603, Champlain projetait d'établir une habitation sur l'une des îles du delta, probablement l'île La Poterie. Le Père Jésuite Lejeune a pu voir lui-même en 1634, les restes d'une bourgade iroquoyenne sur le site même où les Français construisirent leur habitation. Il y examina quelques « bouts de pieux tout noir ». Samuel de Champlain n'ayant jamais parlé dans ses Voyages de l'existence de restes d'une telle bourgade, s'étant rendu plusieurs fois à Trois-Rivières depuis 1608, celle-ci ne pouvait être qu'une construction récente. Dès 1611, la traite de fourrures se faisait annuellement à l'embouchure de la rivière Saint-Maurice. En 1633, Champlain promet au chef Montagnais Capitanal d'y établir un poste permanent. Convaincu de l'importance stratégique de l'emplacement pour la traite des fourrures, Samuel de Champlain y fera construire un fort qui servira à la fois au commerce et à l'occupation du territoire. Ce poste deviendra le point de départ d'expéditions vers l'intérieur du pays. En 1637, le rédacteur de l'introduction du Catalogue des trépassés rapporte qu'en 1634, « Monsieur de Champlain » chargea « Monsieur de Laviolette » de conduire une barque à Trois-Rivières, ayant à bord des artisans et des soldats, les pères jésuites Jean de Brébeuf et Antoine Daniel, ainsi que le matériel nécessaire pour l'établissement d'une habitation. Monsieur de Laviolette et ses hommes mirent pied à terre le 4 juillet et commencèrent à construire un fort à l'endroit appelé « le Platon ».
Le Fort des Trois-Rivières, érigé en 1634 par Laviolette et protégé d'une palissade, repousse une attaque iroquoise importante en 1653 et sert jusqu'en 1668. Il est renforcé de façon très notable par le gouverneur de la Nouvelle-France Louis d'Ailleboust de Coulonge, à la fin de l'année 1650, qui donne des instructions très précises pour obtenir une plus grande efficacité des défenses au commandant de la place, Pierre Boucher. Il est « sauvé d'une destruction complète lors de l'attaque de 1653, par cinq cents Agniers ».

### Époque contemporaine

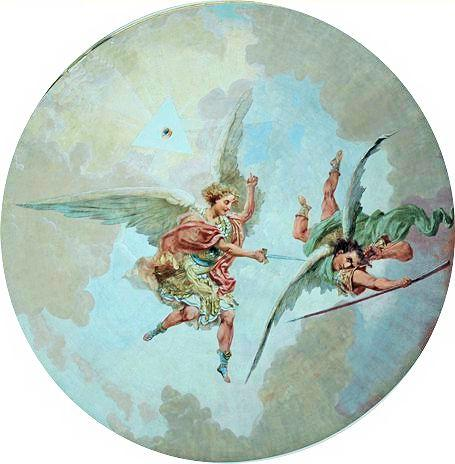
Fresque de la voûte, chapelle des Ursulines.

Le terrible incendie qui ravage Trois-Rivières en 1908 détruit la majeure partie de la vieille ville, n'épargnant qu'une dizaine de bâtiments datant du Régime français. Le monastère des Ursulines et le manoir de Tonnancour sont heureusement épargnés. Cela entraîne un réaménagement de la ville, dont l'élargissement et le redressement des rues. La reconstruction du centre de la ville coïncide avec les débuts de l'utilisation d'une nouvelle ligne électrique de haute tension qui a favorisé l'avènement et le développement de nouvelles entreprises, dont celle du textile qui encourage la venue de nouveaux paysans.
À partir des années 1960, Trois-Rivières diversifie sa base économique en misant sur l'éducation collégiale et universitaire, de même que sur l'animation culturelle et touristique. À ce sujet, la ville peut se vanter d'avoir gardé vivant et rayonnant son centre-ville, qui abrite une intense activité culturelle, dont fait partie le Festival international de la poésie. Elle est aussi une ville de loisir et de sport, qui présente chaque année un Grand Prix automobile à dimension internationale.
Le Vieux Trois-Rivières est décrété arrondissement historique en 1964.
En 1985, le Festival international de la poésie est créé par une équipe autour de Gaston Bellemare.
En 2002, les villes de Cap-de-la-Madeleine, Sainte-Marthe-du-Cap, Saint-Louis-de-France, Trois-Rivières-Ouest, ainsi que la municipalité de Pointe-du-Lac, ont été fusionnées à la ville de Trois-Rivières, dissolvant ainsi la MRC de Francheville.
L'année 2009 est celle du 375e anniversaire de la fondation de Trois-Rivières. Des fêtes populaires sont organisées dans toute la ville dès janvier.

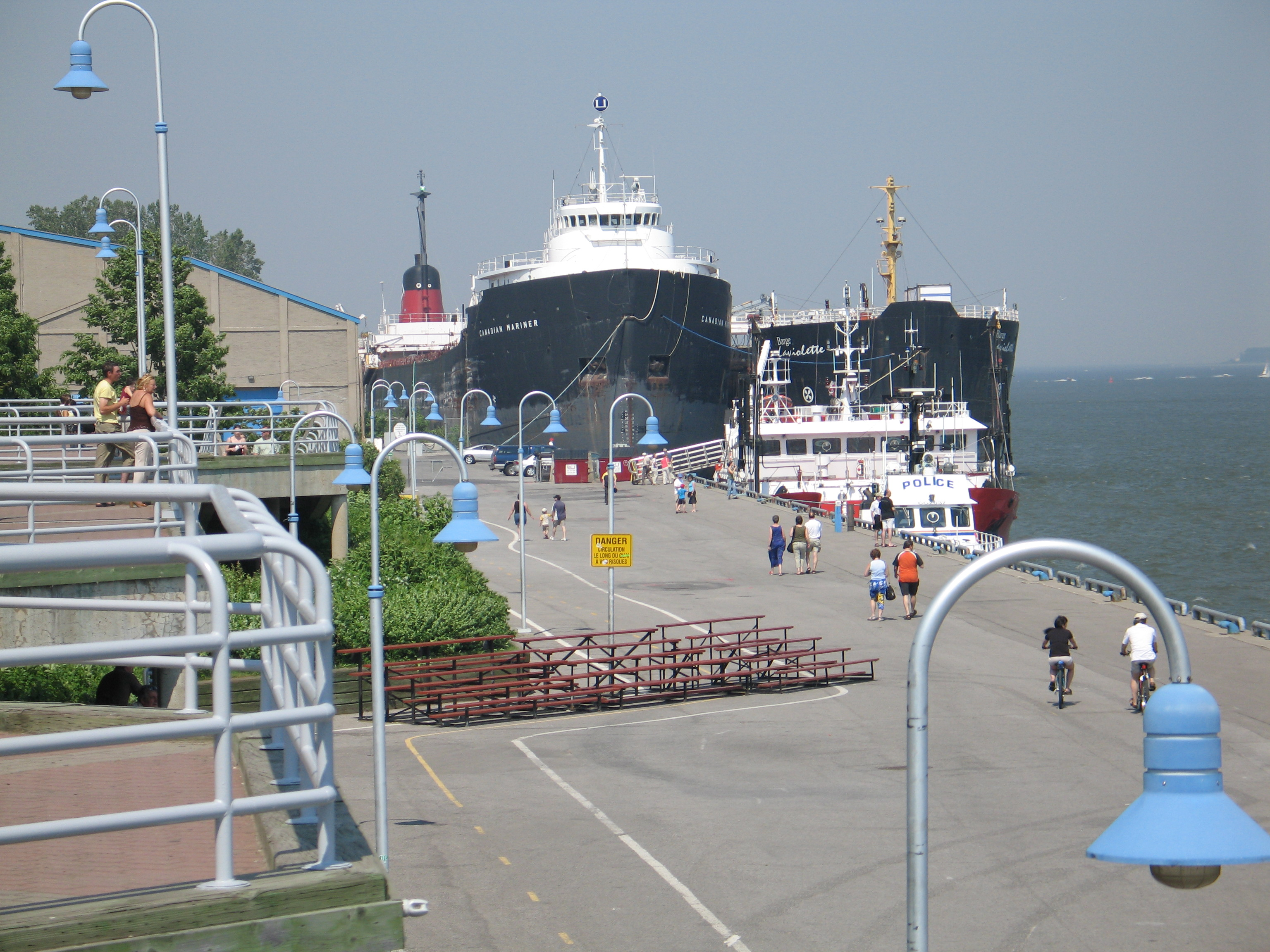
Secteur est du Vieux-Port de Trois-Rivières.
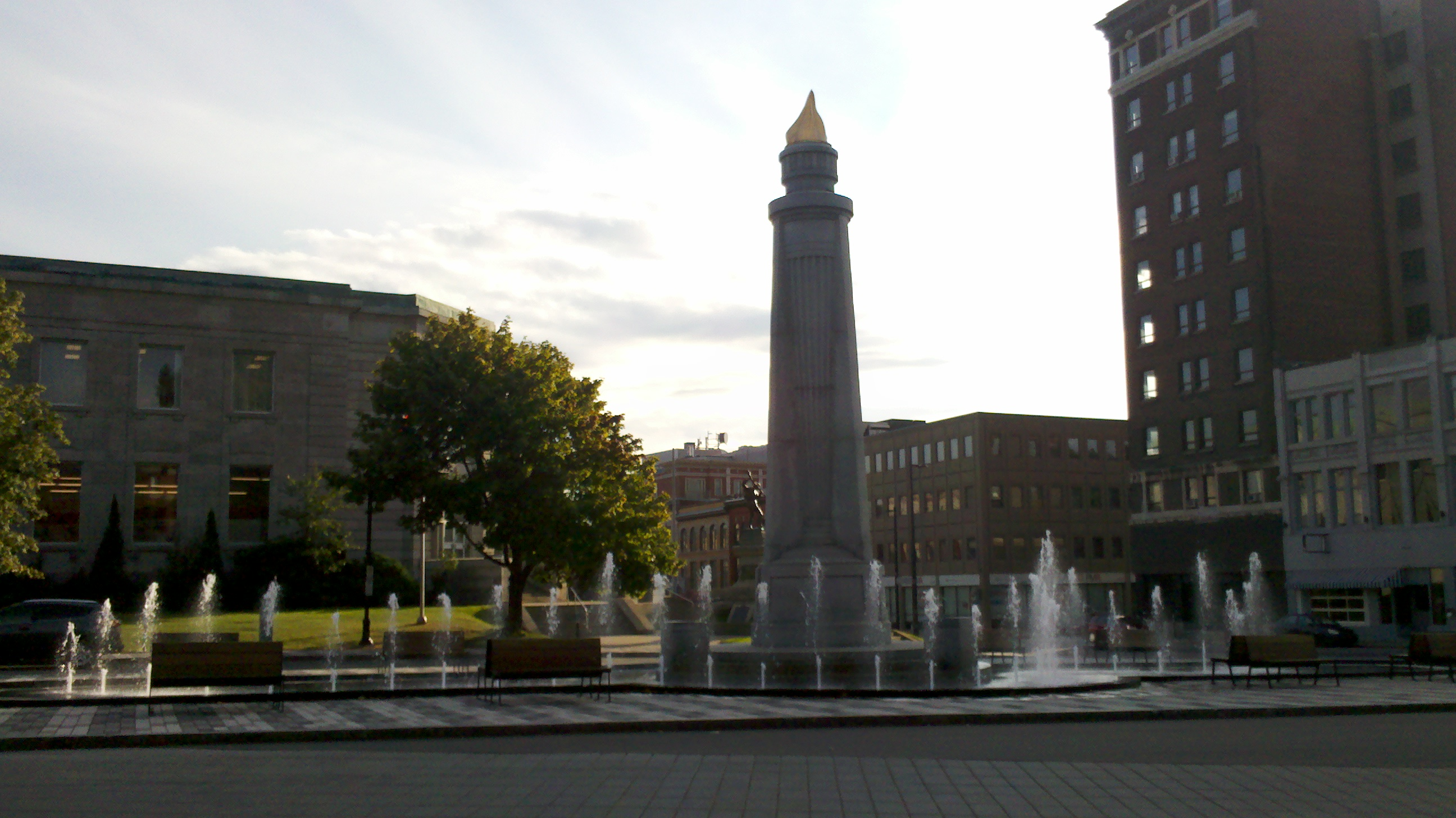
Place Pierre-Boucher (connue sous le nom de la place du Flambeau).
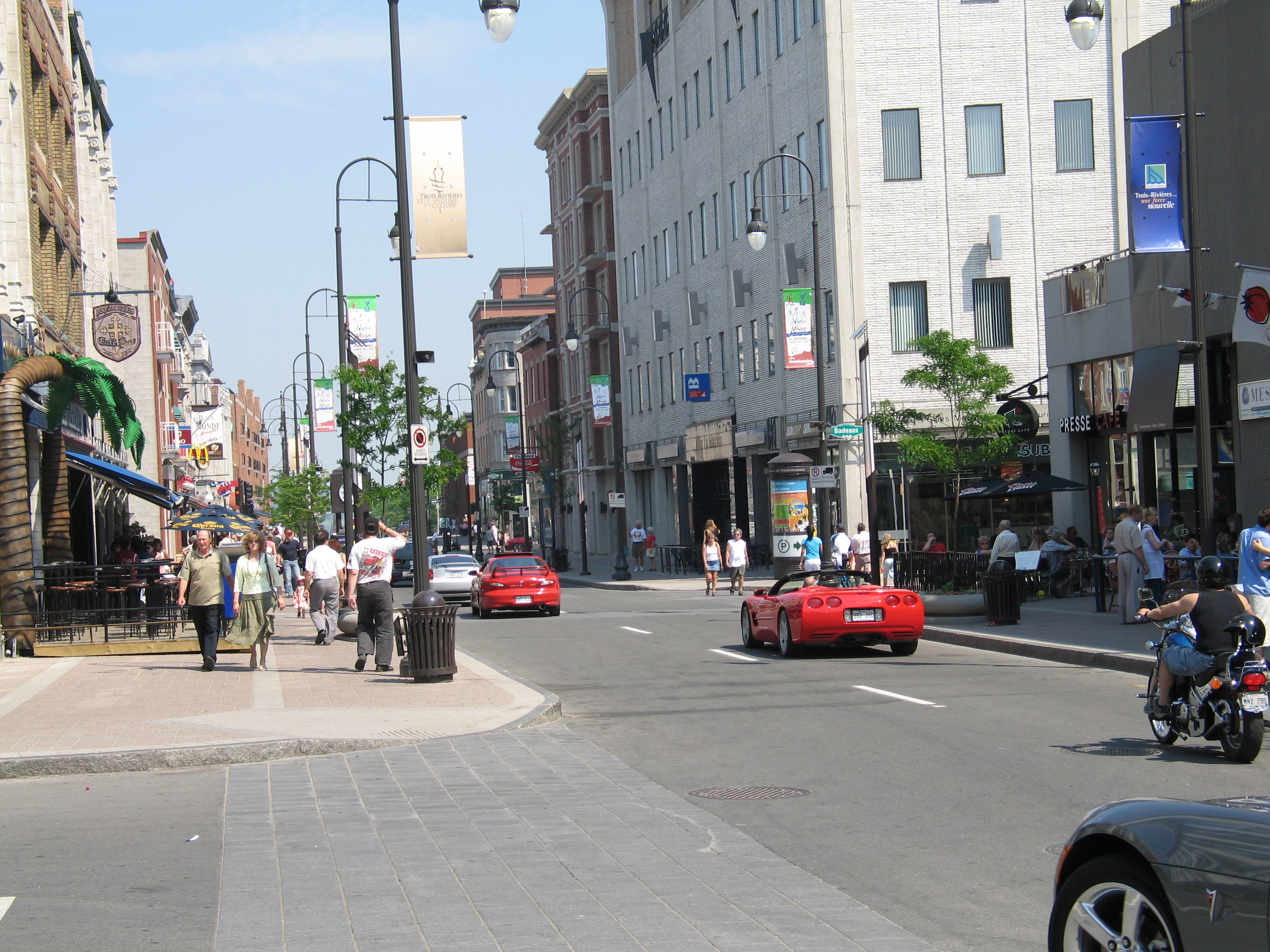
Angle des rues Hart et des Forges.
Logo.

### Héraldique
| 'Deus nobiscum quis contra' | L'écu de Trois-Rivières se blasonne ainsi : D'azur au chevron d'argent chargé d'une fleur de lis du champ, accompagnés de trois grands corégones nageant aussi d'argent. Les armoiries actuelles ont été adoptées en 1959, remplaçant celles de 1857, qui ne respectaient pas l'héraldique. Les ornements extérieurs, représentés ici, se décrivent ainsi : L'écu surmonté d'un castor et soutenu de deux branches d'érable passées en sautoir, en devise « Deus nobiscum quis contra » - Le chevron provient des armoiries de Pierre Boucher, célèbre gouverneur de Trois-Rivières. - Les trois poissons (corégones) symbolisent les trois rivières. Ils sont aussi le totem des premiers occupants des lieux, des Indiens attikameks. - La fleur de lys indique les origines françaises de la ville. - Les feuilles d'érable soulignent l'appartenance canadienne. - Le castor représente l'esprit industrieux des habitants. - La devise est tirée d'une épître de Saint-Paul aux Romains et signifie « Si Dieu est avec nous, qui sera contre nous ? ». |  |

|  | Les armoiries de Trois-Rivières de 1857 à 1959. Elles furent remplacées, car elles ne respectaient pas l'héraldique. |

### Drapeau
| Utilisé de 1986 à 2022 | Le drapeau de Trois-Rivières a été conçu par Pierre Rivard en 1984. Sa forme synthétise la réalité géographique de la ville des trois rivières ou chenaux de la rivière Saint-Maurice. Il est bleu, vert et blanc. Le bleu symbolise l'eau alors que le vert représente la végétation. Du haut d'un carré vert descend une ligne bleue qui se divise en trois, bordant deux îles, avant d'aboutir au fleuve en forme de vagues. Le nom de Trois-Rivières est inscrit en bas, en bleu sur un fond blanc. En 2022, la ville de Trois-Rivières abandonne les couleurs dans le logo au profit du noir et du blanc (image de droite). | Depuis 2022 |

## Organisation administrative

### Municipal

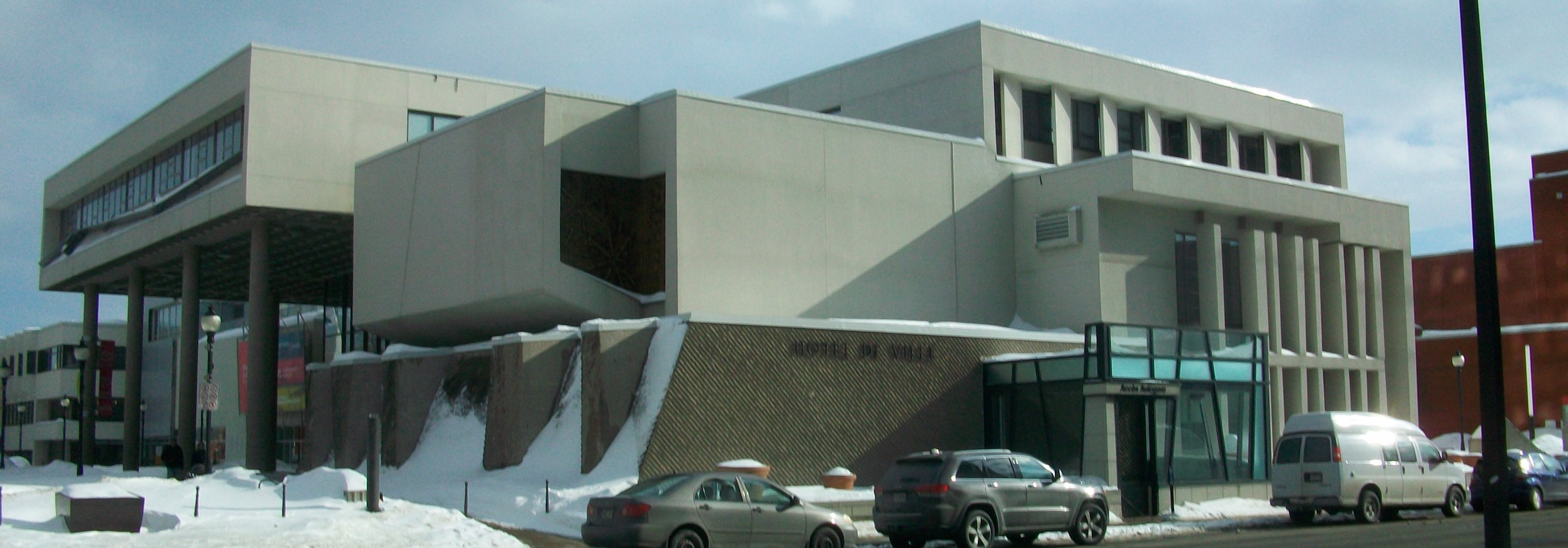
Hôtel de ville de Trois-Rivières.

Le conseil municipal de Trois-Rivières est composé d'un maire et de quatorze conseillers élus chacun dans leur propre district.
Depuis la fusion de 2002, la ville de Trois-Rivières ne fait plus partie d'aucune municipalité régionale de comté, elle exerce certaines compétences de celle-ci.

### Provincial
Répartition de la population
selon le sexe (2011),.
- Hommes (48,7 %)
- Femmes (51,3 %)

Répartition de la population
selon l'âge (2011),.
- 0-14 ans (16,1 %)
- 15-64 ans (68,6 %)
- 65 ans et plus (15,3 %)

Trois-Rivières est divisée en trois circonscriptions provinciales : Champlain, qui englobe les secteurs de Cap-de-la-Madeleine, Sainte-Marthe et Saint-Louis-de-France, est représenté par Sonia LeBel de la Coalition avenir Québec; Trois-Rivières, qui englobe l'ancienne ville de Trois-Rivières, est représenté par Jean Boulet, de la Coalition avenir Québec; et Maskinongé, qui englobe les secteurs de Trois-Rivières-Ouest et Pointe-du-Lac, est représenté par Simon Allaire, de la Coalition avenir Québec.
Les trois députés de l'Assemblée nationale du Québec ont été élus lors de l'élection du 1er octobre 2018.
Les circonscriptions provinciales de la ville de Trois-Rivières sont:
- Champlain
- Trois-Rivières
- Maskinongé

Ainsi Trois-Rivières est représentée par 3 députés provinciaux au sein du Parlement québécois.

### Fédéral
Au niveau fédéral, Trois-Rivières est représentée à la Chambre des communes du Canada par deux députés du Bloc québécois Yves Perron, dans Berthier—Maskinongé, qui englobe les secteurs de Trois-Rivières-Ouest et de Pointe-du-Lac; ainsi que René Villemure, dans Trois-Rivières, qui englobe l'ancienne ville de Trois-Rivières ainsi que le secteur de Cap-de-la-Madeleine, et un député du Parti libéral du Canada; François-Philippe Champagne dans Saint-Maurice-Champlain, qui englobe les secteurs de Sainte-Marthe-du-Cap et de Saint-Louis-de-France. Monsieur Champagne a été élu le 19 octobre 2015 et réélu le 21 octobre 2019. Monsieur Perron a été élu pour la première fois le 21 octobre 2019 alors que monsieur Villemure a été élu pour la première fois le 20 septembre 2021.
Les circonscriptions fédérales de la ville de Trois-Rivières sont:
- Berthier—Maskinongé
- Trois-Rivières (circonscription fédérale)
- Saint-Maurice—Champlain

Par conséquent, trois députés représentent la ville au Parlement du Canada.

## Démographie
À partir des années 1970, la ville de Trois-Rivières connaît une décroissance constante de sa population. Son regroupement avec les municipalités de Cap-de-la-Madeleine, Pointe-du-Lac, Sainte-Marthe-du-Cap, Saint-Louis-de-France et Trois-Rivières-Ouest le 1er janvier 2002 permet à la ville de connaître une augmentation soudaine de sa population de 80 000 habitants et depuis, le nombre d'habitants est en constante hausse. 
| 1815  | 1851  | 1881  | 1891  | 1901  | 1911   | 1921   | 1931   | 1941   | 1951   |
| ----- | ----- | ----- | ----- | ----- | ------ | ------ | ------ | ------ | ------ |
| 2 500 | 4 936 | 8 670 | 8 334 | 9 981 | 13 691 | 22 367 | 35 450 | 42 007 | 46 074 |

| 1961   | 1971   | 1981   | 1996   | 2001   | 2006    | 2011    | 2016    | 2021    | - |
| ------ | ------ | ------ | ------ | ------ | ------- | ------- | ------- | ------- | - |
| 53 477 | 55 869 | 50 466 | 48 419 | 46 264 | 126 323 | 131 338 | 134 413 | 139 163 | - |

(Source des données de 1666 à 2016 : Recensement du Canada, Statistique Canada)
Dans le tableau ci-dessus, les statistiques de 1666 à 2001 sont celles de l'ancienne ville de Trois-Rivières d'avant les fusions du 1er janvier 2002 et ne comprennent pas les populations de Cap-de-la-Madeleine, Pointe-du-Lac, Sainte-Marthe-du-Cap, Saint-Louis-de-France et Trois-Rivières-Ouest. Les statistiques subséquentes à 2001 valent pour la nouvelle ville de Trois-Rivières issue de la fusion des municipalités susmentionnées.
Le tableau ci-dessous témoigne de l'évolution démographique de la population de Trois-Rivières incluant les populations des municipalités de Cap-de-la-Madeleine, Pointe-du-Lac, Sainte-Marthe-du-Cap, Saint-Louis-de-France et Trois-Rivières-Ouest, malgré qu'elles n'en faisaient pas partie avant le 1er janvier 2002.

(Source des données de 1871 à 2001 : Recensement du Canada, Statistique Canada)

## Culture et patrimoine

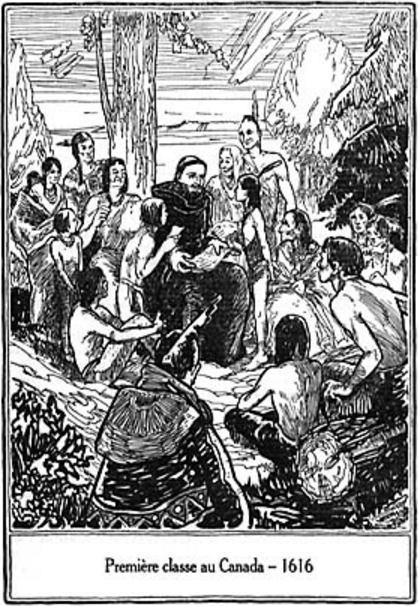
Première classe au Canada, 1616.
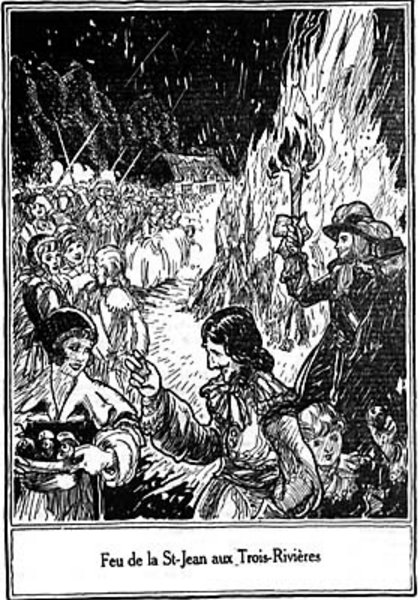
Feu de la St-Jean aux Trois-Rivières.
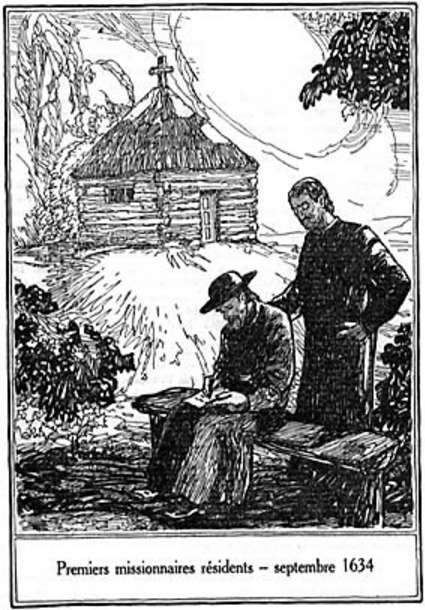
Premiers missionnaires résidents, septembre 1634.
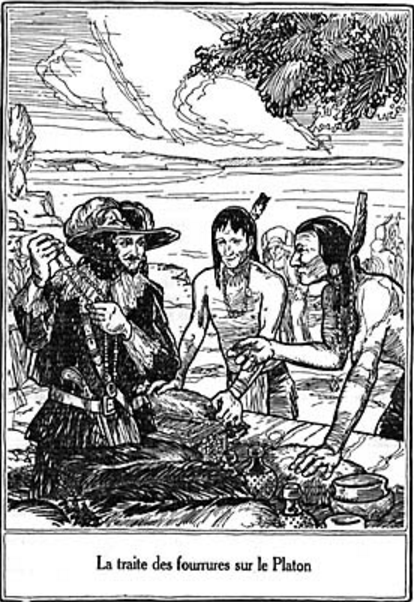
La traite des fourrures sur le Platon.
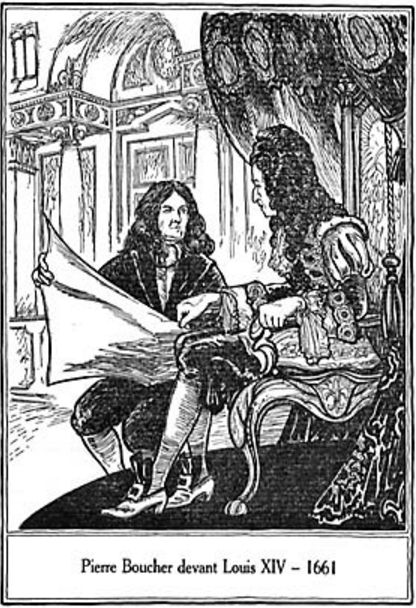
Pierre Boucher devant Louis XIV, 1661.
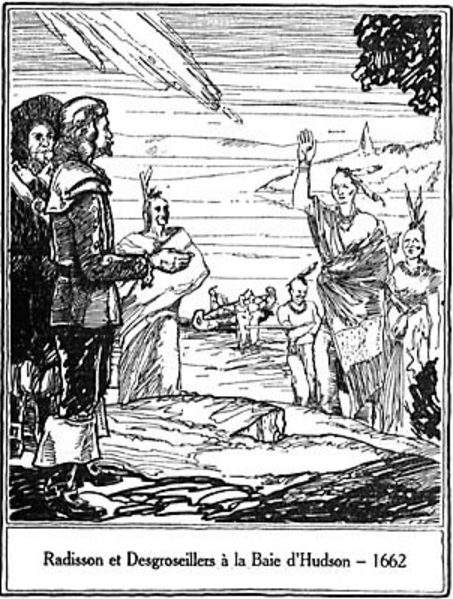
Radisson et Desgroseillers à la Baie d'Hudson, 1662.
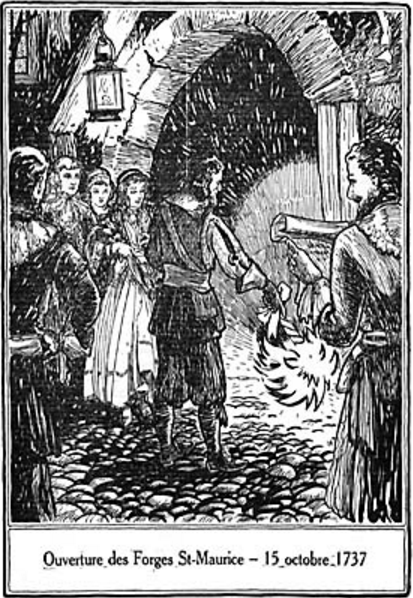
Ouverture des Forges St-Maurice, 15 octobre 1737.

### Statut patrimonial

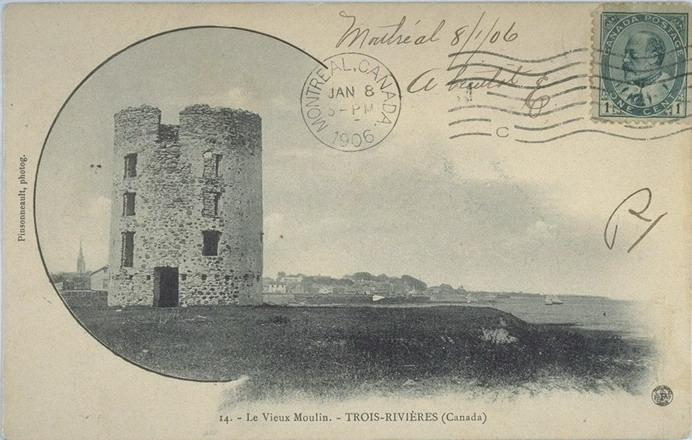
Photographie du vieux moulin par Pierre-Fortunat Pinsonneault à son emplacement d'origine en 1906.

Lors d'un inventaire patrimonial réalisé en 2010 par une firme de consultants en patrimoine et architecture, l'étude a dénombré 3 856 bâtiments d'intérêt patrimonial, dont 302 sont considérés comme ayant une valeur supérieure ou exceptionnelle. De ces bâtiments 14 sont classés par le ministère de la Culture et des Communications.

## Arts

### Littérature
Trois-Rivières a été proclamée la « capitale nationale de poésie du Québec ». De nombreuses plaques affichant des vers poétiques sont installées à travers le centre de la ville et son « Festival international de la poésie » honore ce titre.
L'auteur de thrillers Guillaume Morrissette, d'origine trifluvienne, campe l'action de plusieurs de ses romans dans la ville de Trois-Rivières.

### L'Amphithéâtre Cogeco
L'Amphithéâtre Cogeco est une salle de spectacle extérieure pouvant accueillir un total de 9 000 personnes : elle dispose de 3 300 sièges couverts, 204 sièges dans les loges corporatives et elle peut accueillir 5 500 personnes dans l'esplanade gazonnée.
L'Amphithéâtre Cogeco reçoit chaque année plusieurs artistes, dont le Cirque du Soleil, avec qui une entente a été signée afin de présenter un nouveau spectacle exclusif chaque été, et ce, de 2015 à 2024.Cette années le spectacle en collaboration avec le Cirque du soleil « Vive nos divas » sera en hommage aux divas québécoises et présenté, à compter du 14 juillet.

### Musique
L'Orchestre symphonique de Trois-Rivières a été fondé en 1978. Le premier directeur artistique (et fondateur) a été Gilles Bellemare. Actuellement[Quand ?], Jean-Claude Picard assume ce poste.
Le Conservatoire de musique de Trois-Rivières est inauguré en 1964 et devient le troisième conservatoire de musique du Québec.

### Théâtre
La Salle J.-Antonio-Thompson a été construite en 1928. Elle a été acquise par la Ville de Trois-Rivières en 1979. Il s'agit de l'une des plus belles salles de spectacle au pays. De sa construction en 1927 jusqu'en 1979, la salle est connue sous le nom de Théâtre Capitol.
Le Théâtre des Compagnons de Notre-Dame a été fondé en 1920 et existe toujours aujourd'hui sous le nom du Théâtre des Nouveaux Compagnons. La troupe revendique le titre de plus ancienne troupe de théâtre amateur d'expression française en Amérique.
- L'Atelier Presse Papier a été créé en 1979[réf. nécessaire].
- L'Atelier Silex est un centre de production et de recherche en sculpture actuelle, créé en 1983.
- Le Centre d'exposition Raymond-Lasnier est une salle d'exposition située à la Maison de la Culture.
- Les Forges de la Salamandre est un centre de forge artisanale situé sur l'île Saint-Christophe.
- La Galerie d'art du Parc a été créée en 1972. Elle occupe actuellement le manoir de Tonnancour.
- La Biennale nationale de sculpture contemporaine.
- La Biennale internationale d'estampe contemporaine.
- Les Sages Fous.

## Musées

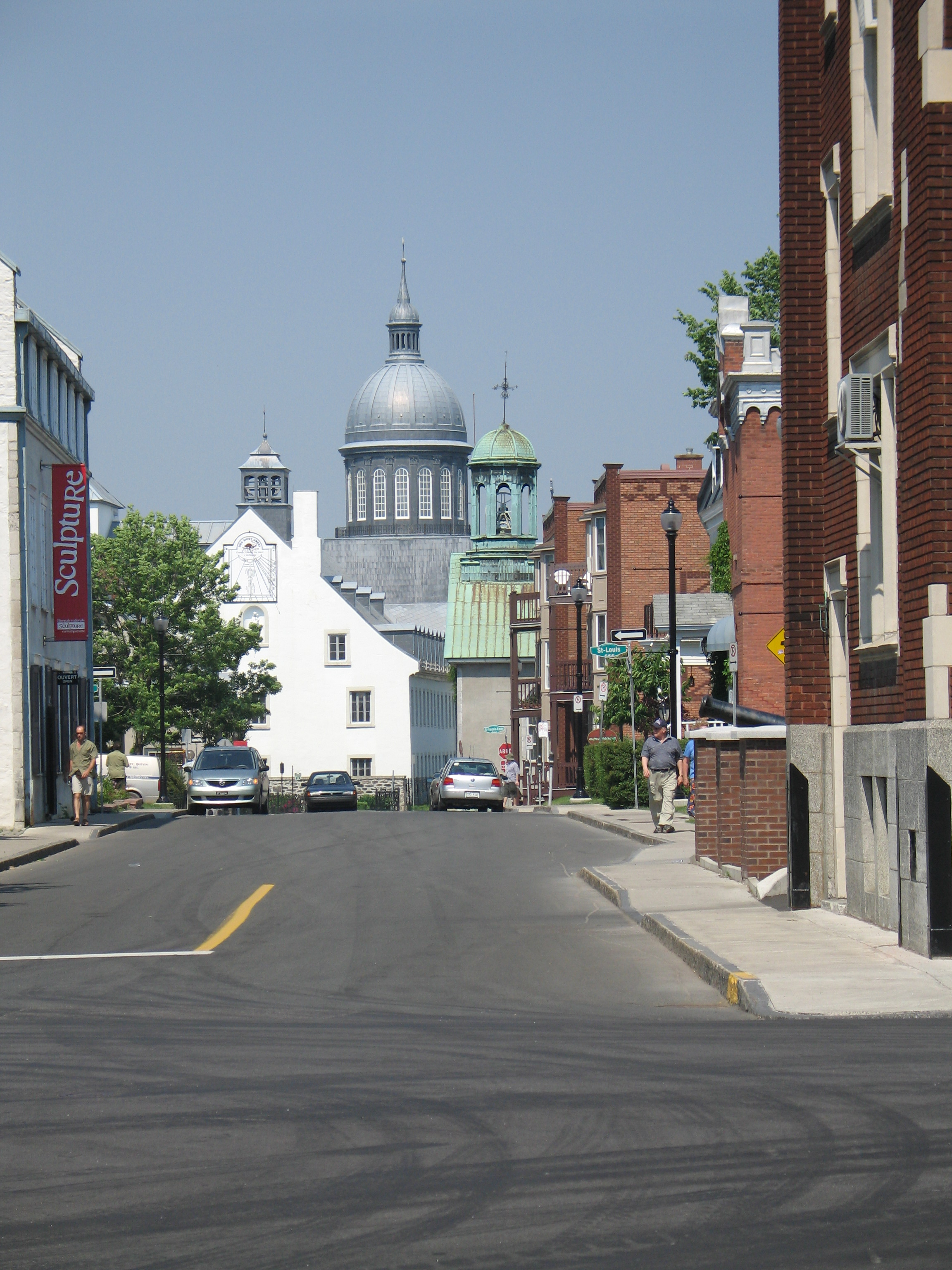
Rue des Ursulines.

- Musée Boréalis, centre d'histoire de l'industrie papetière au Canada.
- Manoir Boucher-De Niverville
- Musée des Filles de Jésus
- Musée Pierre-Boucher
- Musée des Ursulines de Trois-Rivières, au cœur du Vieux-Trois-Rivières, le musée des Ursulines occupe maintenant l'ancien Hôtel-Dieu  des Ursulines de Trois-Rivières. Il offre la visite de trois lieux rappelant plus de trois cents ans d'histoire.
- Musée du bon père Frédéric (Jansoone), 800 boulevard du Saint-Maurice, secteur Trois-Rivières.
- Musée militaire du 12e Régiment blindé du Canada
- Musée Pop

## Festivals et événements
- FestiVoix
- Nuits Polaires
- Trois-Rivières en blues
- Festival international de la Poésie
- Délices d'automne
- Festival international de Danse Encore
- Grand Prix de Trois-Rivières (GP3R)
- Rendez-vous des coureurs des bois de Trois-Rivières
- La Virée du Maire
- Les Découvertes culturelles
- Place aux Aînés

Le festival de musique électronique Artik Fest, accueilli par la ville de Trois-Rivières, a attiré près de 8000 visiteurs en trois jours. Environ 58 % des participants venaient de l'extérieur de Trois-Rivières, marquant une hausse de 17 % par rapport à l'année précédente. L'événement hivernal, organisé par le FestiVoix, s'est déroulé du 13 au 15 février dernier au parc portuaire .
Le festival Sunsation de musique électronique et pop se déroulera les 6 et 7 juin au parc Laviolette. L'événement débutera avec des performances de six artistes de musique électronique, qui mettront l'ambiance avant l'arrivée des têtes d'affiche. Ce sera une occasion unique de découvrir des talents locaux et internationaux .

## Sports

### Événements sportifs

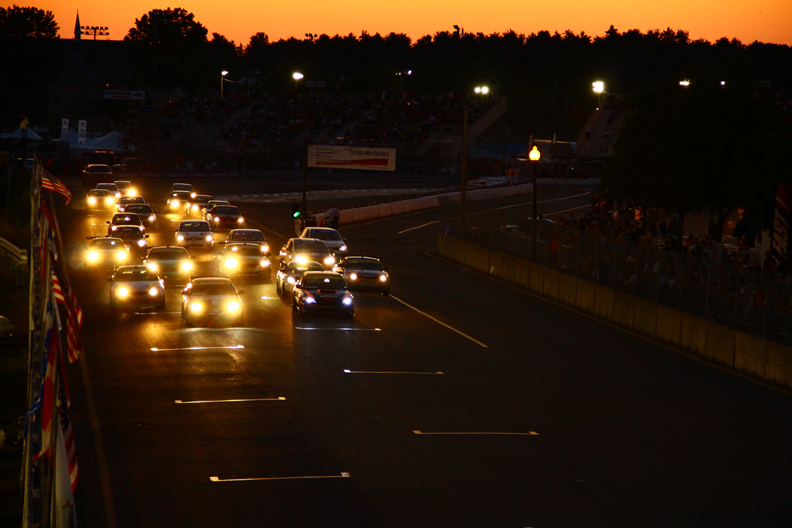
Course de nuit au Grand Prix de Trois-Rivières, 2011.

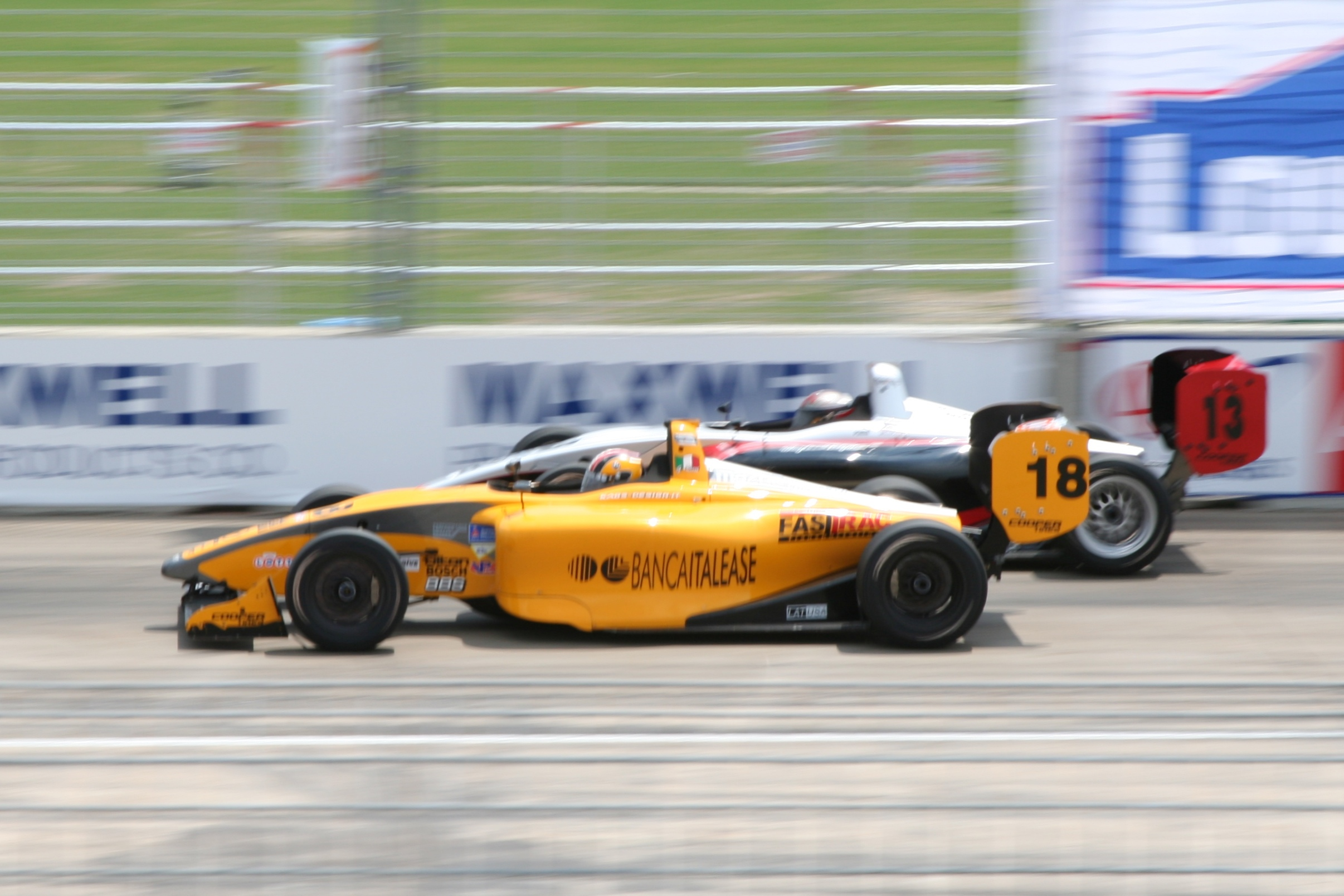
Formule Atlantic en 2007.

Trois-Rivières est l'hôte d'un célèbre événement annuel de course automobile en circuit urbain reconnu internationalement, le Grand Prix de Trois-Rivières (GP3R). Au cours des années, cet événement a présenté des séries telles que Trans-Am Series, American Le Mans Series, Indy Lights, Formule Atlantic et NASCAR Canada. En 2014 est introduite une manche de championnat du monde de FIA Rallycross.
La ville de Trois-Rivières héberge le seul hippodrome de classe professionnelle au Québec, l'hippodrome de Trois-Rivières. La piste d'un demi mile est exploitée par le Club Jockey du Québec. Les courses sous harnais y sont transférées depuis 2012, à la suite de la fermeture de l'hippodrome de Québec.
Trois-Rivières a accueilli le championnat mondial de baseball junior de 1989 et le championnat mondial de curling junior de 2004. Elle a aussi reçu les finales des Jeux du Québec d'été 1975 et hiver 1999.

### Équipes sportives
La ville de Trois-Rivières présente depuis 2013 du baseball professionnel indépendant avec les Aigles de Trois-Rivières, qui est une équipe d'expansion de la Ligue Can-Am de Baseball, maintentant Ligue Frontière étant domiciliée au Stade Quillorama.
Depuis 1934, la cité de Laviolette est l'hôte de l'étape finale de la Classique internationale de canots de la Mauricie. Elle abrite aussi le club de Canoë Kayak Trois-Rivières, qui participe à des compétitions de niveau provincial, national et dont plusieurs athlètes ont fait les championnats du monde ou les Jeux olympiques.
Trois-Rivières a également déjà été l'hôte d'une équipe de hockey de la LHJMQ, les Draveurs de Trois-Rivières. Elle a été en activité de 1973 à 1992. Avant 1973, l'équipe portait le nom des Ducs de Trois-Rivières et était une des équipes fondatrices de la LHJMQ.
Depuis 2021, Trois-Rivières possède une équipe de hockey de la ECHL, les Lions de Trois-Rivières. Elle est affiliée aux Canadiens de Montréal dans la LNH et au Rocket de Laval dans la LAH. L'équipe évolue au Colisée Vidéotron.

### Sports universitaire et collégial
L'UQTR compte un club omnisports, les Patriotes, qui participe au programme de sport interuniversitaire canadien U Sports avec des équipes en natation, volley-ball, golf, football et hockey sur glace. L'équipe de hockey trifluvienne remporta trois fois le championnat universitaire canadien (1991, 2001 et 2003) et à huit reprises le championnat universitaire ontarien (1991, 1992, 1999 à 2003 et 2007). Le Cégep de Trois-Rivières est quant à lui également représenté par un club omnisports, les Diablos, ayant décroché à maintes occasions le Bol d'or au football collégial. Le Collège Laflèche compte aussi un club collégial, les Dragons, dont l'équipe de baseball compétitionne au niveau national.

## Médias

### Presse écrite
- Le Nouvelliste, quotidien
- L'Écho de Trois-Rivières, hebdomadaire
- L'Hebdo Journal, hebdomadaire
- Mauricie Express, hebdomadaire
- La Galère, mensuel
- La Gazette de la Mauricie, mensuel
- Le Trifluvien, bulletin d'information municipal, publié 3 fois par année[73]
- Revue Notre-Dame du Cap.

### Télévision
- MaTV
- CKTM-DT (Télévision de Radio-Canada)
- CHEM-DT (TVA)
- CFKM-DT (Noovo), anciennement V et TQS
- Cogeco (TVCogeco)[73]

### Radio
- CFOU-FM 89,1 (RADIO UQTR)
- CHEY-FM 94,7 (Rouge FM)
- CBF-FM-8 96,5 (Première Chaîne de Radio-Canada)
- CJEB-FM 100,1 (Rythme FM)
- CIGB-FM 102,3 (NRJ)
- CBFX-FM-1 104,3 FM (ICI Musique de Radio-Canada)
- CKOB-FM 106,9 (anciennement CKOI)[73]

## Centres commerciaux
- Centre commercial Les Rivières
- Carrefour Trois-Rivières-Ouest
- Galeries du Cap
- District 55

## Institutions scolaires

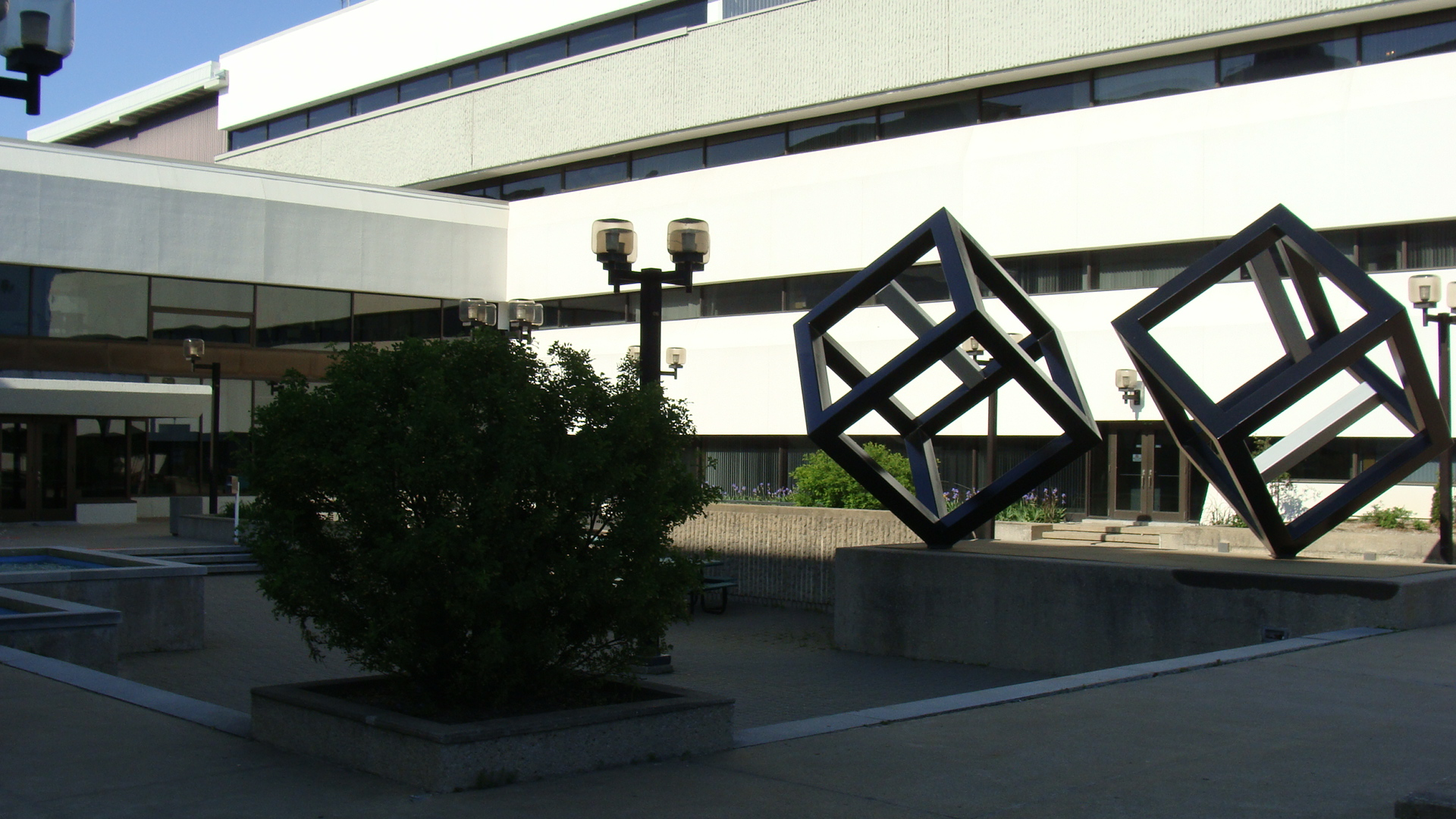
Université du Québec à Trois-Rivières.

L'éducation primaire et secondaire est offerte par deux commissions scolaires, l'une francophone et l'autre anglophone.
La première, la commission scolaire du Chemin-du-Roy comprend 27 écoles primaires et sept écoles secondaires et centres de formation professionnelle. La commission scolaire Central Québec comprend quant à elle une école primaire et secondaire. On retrouve aussi cinq écoles privées offrant l'éducation primaire et secondaire, les plus notables étant le collège Marie-de-l'Incarnation, l'institut secondaire Keranna et le Séminaire Saint-Joseph de Trois-Rivières.
L'enseignement collégial est offert par deux établissements, le Cégep de Trois-Rivières (public) et le Collège Laflèche (privé). Trois-Rivières abrite également une université, l'Université du Québec à Trois-Rivières.

## Principaux monuments religieux
- Basilique Notre-Dame-du-Cap, construite en 1717, grand lieu de pèlerinage pour tout le Canada.
- Cathédrale Notre-Dame-de-l'Assomption, construite de 1854 à 1858, restaurée en 2002.
- Église Sainte-Catherine-de-Sienne, construite en 1963, près de l'ancien Monastère du même nom.
- Chapelle du Monastère des Ursulines, édifiée à partir de 1699, agrandie en 1715.
- Chapelle du Séminaire Saint-Joseph, fondé en 1860.

## Personnalités liées à la ville
- Jean-Victor Allard, général de l'Armée Canadienne (guerre 1939-45, guerre de Corée)
- Anaïs Allard-Rousseau, cofondatrice des Jeunesses Musicales du Canada
- Léon Balcer, industriel, député et ministre (Chambre des Communes)
- Laurence Bareil, animatrice télévision et journaliste
- Christine Beaulieu, actrice et dramaturge
- Steve Bégin, joueur de hockey LNH
- Jean Béliveau, joueur de hockey LNH
- Richard Béliveau, biochimiste, chercheur en oncologie
- François Bellefeuille, humoriste
- Gaston Bellemare, président et fondateur du Festival International de la Poésie de Trois-Rivières
- Gilles Bellemare, compositeur et chef d'orchestre
- Marc-André Bergeron, joueur de hockey LNH
- Michel Bergeron, entraîneur de hockey LNH
- Guy Bertrand, chroniqueur radio et télévision, premier conseiller linguistique de la Société Radio-Canada
- Normand Biron, auteur, commissaire aux relations culturelles internationales et aux prix d'excellence, ville de Montréal
- Isabelle Blais, actrice et chanteuse
- Yves Boisvert, poète
- Josée Boudreault, animatrice radio et télévision
- Louis-Pierre Bougie, peintre et graveur
- Phil Branch, animateur radio
- Marc Bureau, joueur de hockey LNH
- Maxime Carbonneau, dramaturge, metteur en scène, comédien
- Jean Chrétien, homme politique, ancien premier ministre du Canada (SSJ)
- Robert Jean-Baptiste Coquille (1742-1794), homme politique né à Trois-Rivières, député de la Guadeloupe à la Constituante
- Gilles Courteau, commissaire de la LHJMQ
- Claude Despins, acteur
- Johane Despins, animatrice télévision
- Lynn Diamond, poète et romancière
- Anne Dorval, actrice
- Dany Dubé, chroniqueur sportif et animateur radio
- Maurice Duplessis, homme politique, ancien premier ministre du Québec
- Émile Tourigny, chef de cabinet sous Maurice Duplessis
- Gustave Poisson, sous-ministre de Paul Sauvé au Bien-être social et à la Jeunesse
- André Dupont, joueur de hockey LNH
- Mariette Duval, actrice
- Madeleine Ferron, femme de lettres
- Yves Gabias, juge et ministre (sous Jean-Jacques Bertrand)
- Gag (André Gagnon), scénariste et dessinateur de bande dessinée
- Éric Gagné, joueur de baseball MLB
- Jean-Marc Gaudreault, artiste-peintre (voir Liste de peintres et sculpteurs québécois)
- Rodolphe Girard, journaliste et écrivain (Marie Calumet) décédé en 1956
- Ariane Gélinas, auteure et directrice de revue
- Gérald Godin, poète et ministre du Parti québécois
- Benoît Gouin, acteur
- Annie Groovie, auteure (Léon)
- Steve Hill, musicien, chanteur
- Jacques Hétu, musicien, compositeur
- Mario Jean, humoriste
- Pauline Julien, chanteuse, compositrice, actrice
- Simon Kean, boxe (super poids lourd)
- Alexis Klimov, philosophe, écrivain et poète
- Jacques Lacombe, chef d'orchestre
- Jacques Lacoursière, historien
- Louise Lacoursière, romancière
- Claude G. Lajoie, homme politique fédéral libéral (1971-1980), entrepreneur
- Rita Lafontaine, actrice
- Jean Lafrenière, poète
- Marc Langis, bassiste de Céline Dion
- Suzanne Langlois, actrice
- Félix Leclerc a habité à Sainte-Marthe-du-Cap-de-la-Madeleine et travaillé dans une station de radio de Trois-Rivières[74]
- Roland Leclerc prêtre, communicateur et écrivain
- Longue Distance, groupe musical
- Robert J Mailhot, poète et chirurgien
- Pierre Mailloux, psychiatre
- Guy Marchamps, poète et animateur littéraire
- François Massicotte, humoriste
- Arthur Melanson, premier archevêque de Moncton
- Guillaume Morrissette, auteur de romans policiers
- Benoit Paillé, artiste international
- Michèle-Barbara Pelletier, actrice
- Roméo Pérusse, artiste de variétés
- Colette Provencher, présentatrice TVA
- Jean Provencher, historien
- Qw4rtz, groupe pop a cappella
- Ghyslain Raza, phénomène internaute connu sous le surnom de Star Wars Kid
- René Robert, joueur de hockey LNH
- Ringuet, médecin, écrivain (Trente arpents) et diplomate (ambassadeur du Canada au Portugal), son véritable nom est Philippe Panneton (1895-1960)
- Christiane Saint-Pierre, professeure, écrivaine et dramaturge
- Pierre Sévigny, joueur de hockey AHL
- Stelio Sole, artiste-peintre (voir Liste de peintres et sculpteurs québécois)
- Jean-Guy Talbot, joueur de hockey LNH, aréna portant son nom
- Albert Tessier, prêtre et pionnier du cinéma québécois (1895-1976)
- Danielle Thibeault
- The New Cities, groupe musical
- Martyr, groupe musical
- Marie-Hélène Thibault, actrice
- Claude Thompson, prêtre, musicien et pédagogue, fondateur de l'École des Petits Chanteurs de Trois-Rivières et des Pueri Cantores
- Fabiola Toupin, chanteuse
- Le duo Tricot machine, Catherine Leduc et Matthieu Beaumont
- Captain Trois-Rivières, personnage de la télé-série Hero Corp
- Les 3 écrivains à Trois-Rivières, Michel Châteauneuf, Frédérick Durand et Pierre Labrie
- Éric Thériault, auteur (bande dessinée)
- Manu Trudel, auteur-compositeur-interprète
- Dominique Trottier, journaliste
- Denis Vaugeois, historien et ministre
- Doris Veillette, journaliste et féministe québécoises
- Gilles Villemure, joueur de hockey LNH
- Denis Villeneuve, scénariste et réalisateur

## Personnages historiques liés à la ville

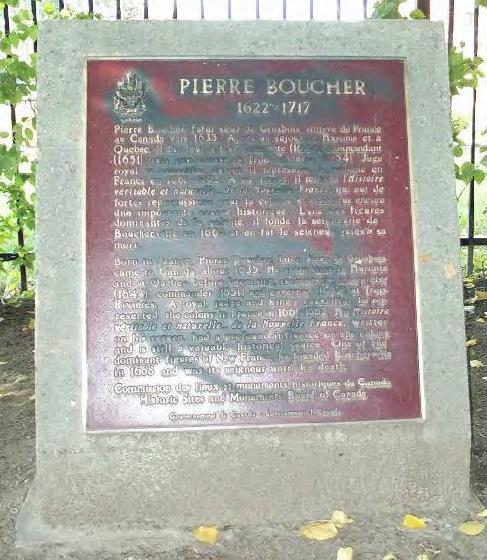
Pierre Boucher.
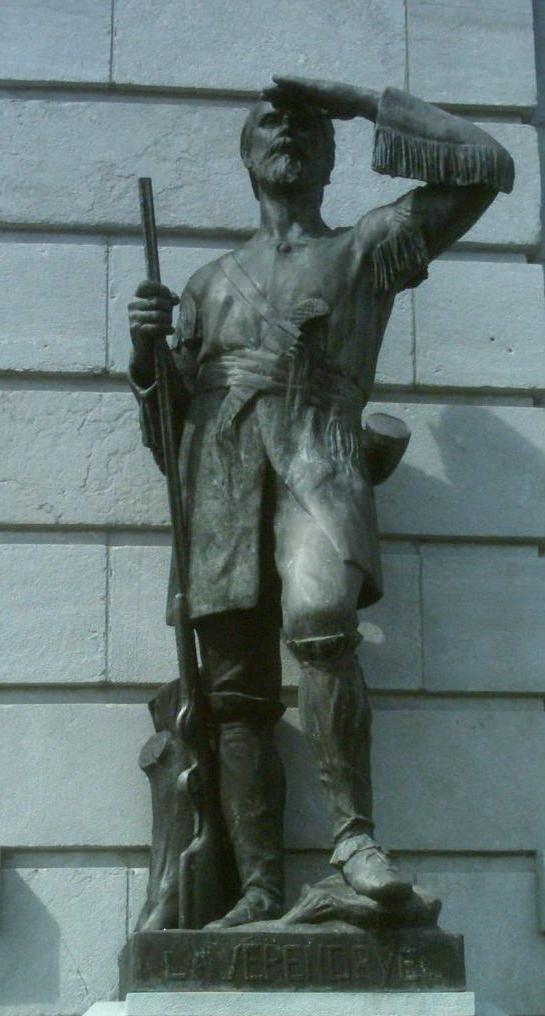
Pierre de la Vérendrye.
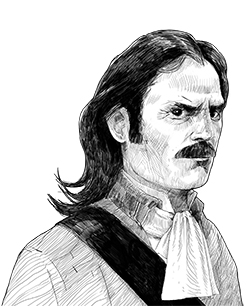
Pierre-Esprit Radisson.
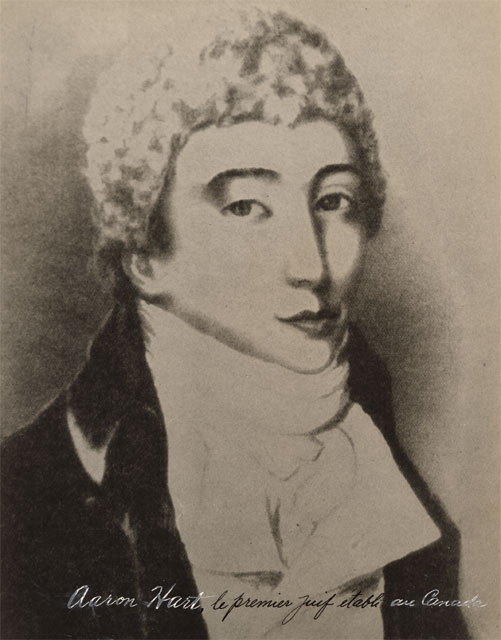
Aaron Hart.
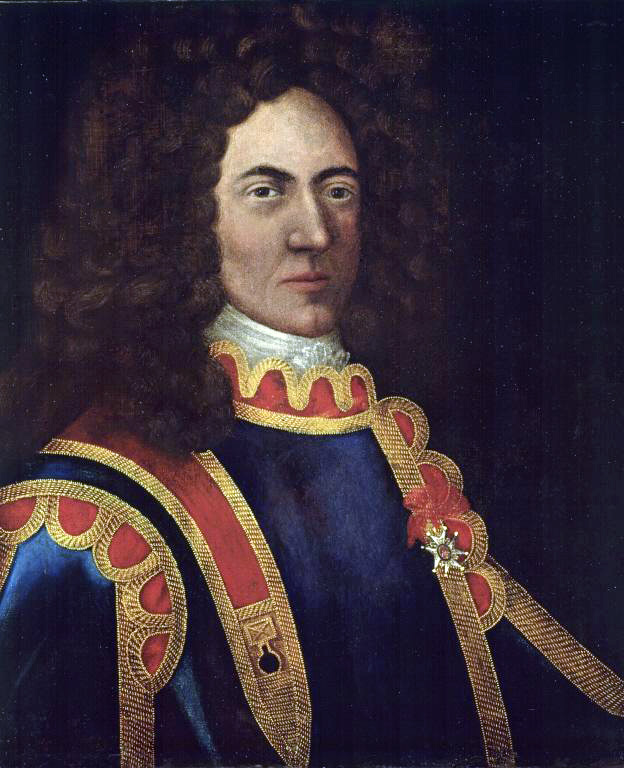
Jean-Baptiste Hertel de Rouville.
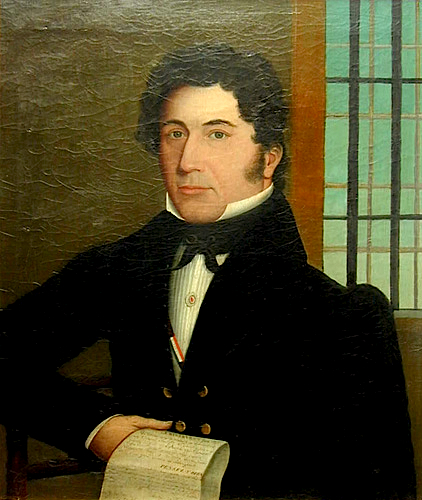
Ludger Duvernay.
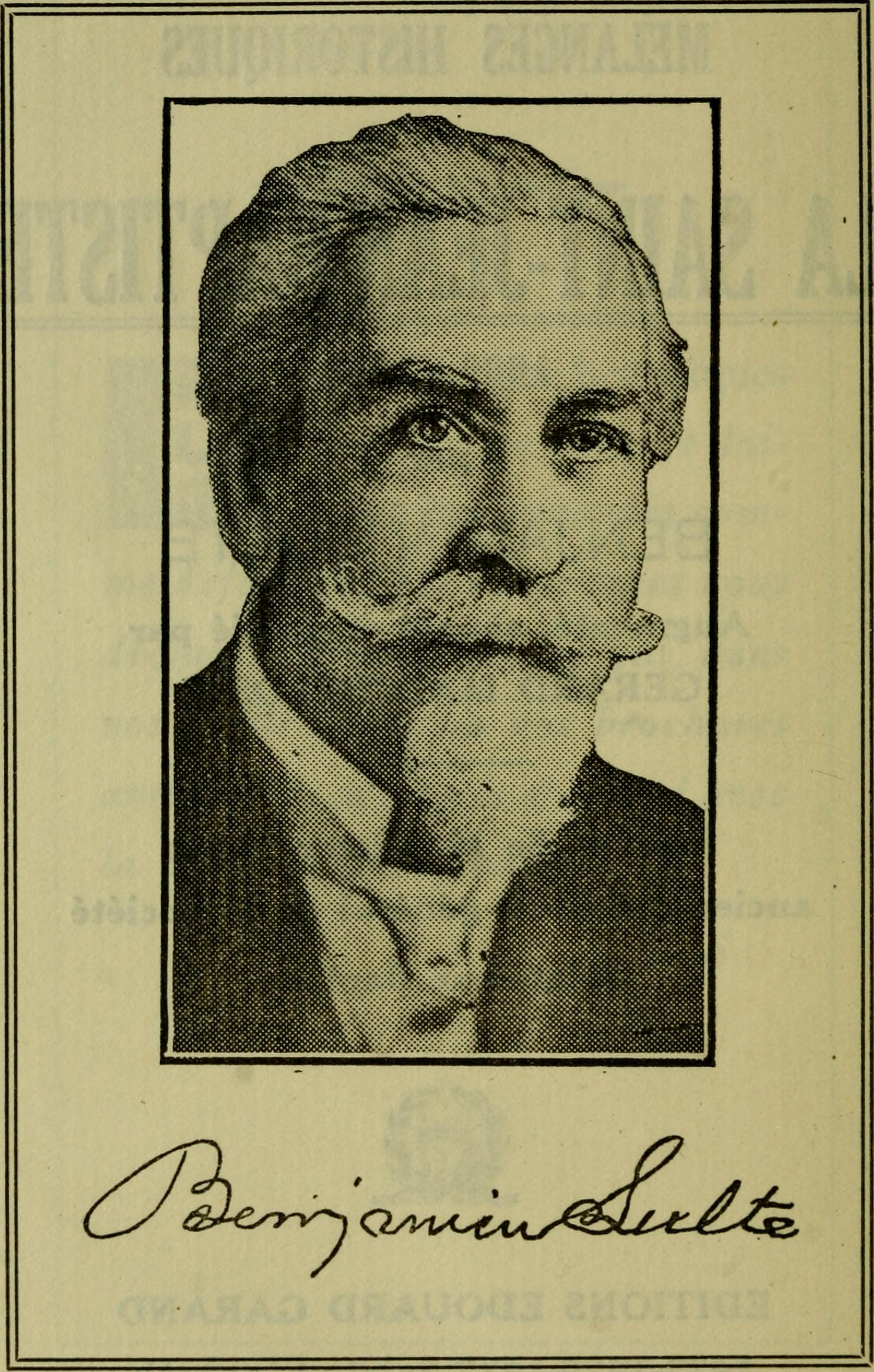
Benjamin Sulte.
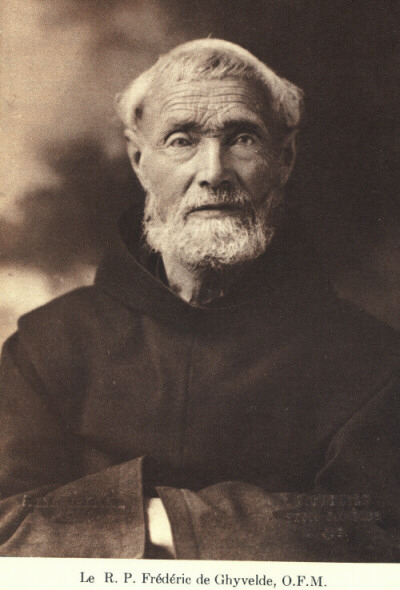
Frédéric Jansoone.
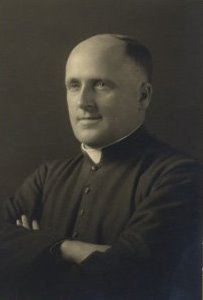
Albert Tessier.
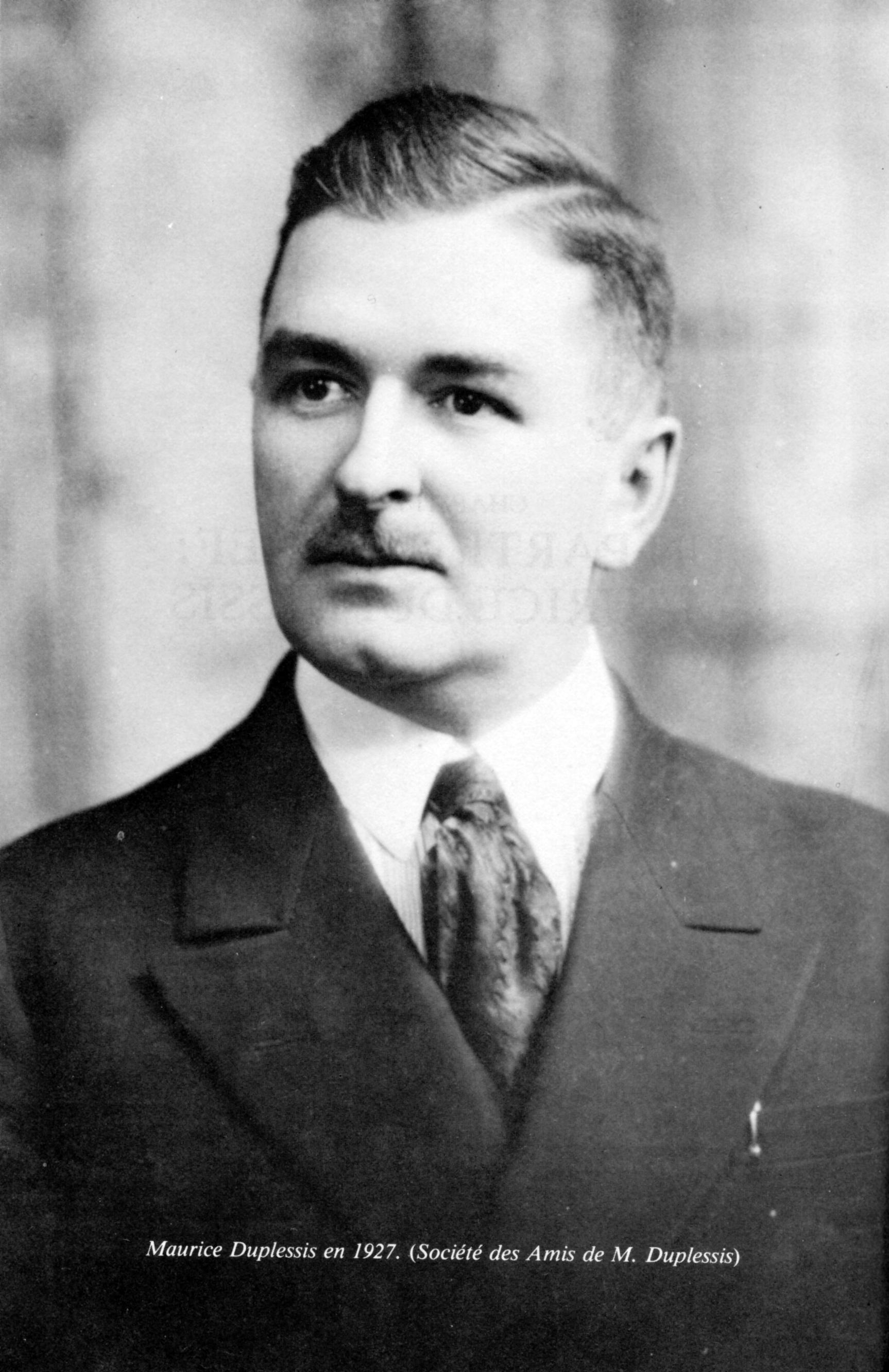
Maurice Duplessis.

- Pierre-Stanislas Bédard, juge, député (Assemblée du Bas-Canada) et patriote.
- Mathew Bell, homme d'affaires, juge, député et militaire.
- Joseph-Hyacinthe Bellerose, député à la Chambre des communes du Canada où il représentait la circonscription de Laval de 1867 à 1873. En 1873, il est nommé au Sénat du Canada, où il a siégé jusqu'à sa mort en 1899.
- François-Xavier Berlinguet, architecte, ingénieur civil, sculpteur et membre fondateur de l'Ordre des architectes du Québec.
- Théodore Bochart du Plessis, officier de la marine française, fondateur du poste de traite de Trois-Rivières et commis général de la Compagnie des Cent-Associés.
- Pierre Boucher, deuxième[75] gouverneur des Trois-Rivières (intérimaire en 1652 et en 1653-1654, en titre de 1654-1658 et 1662-1668) et fondateur de Boucherville, il est le premier colon canadien à être anobli par Louis XIV.
- Jacques Bureau, ministre, solliciteur Général du Canada et sénateur (1860-1933).
- Capitanal, grand chef anishnabé/algonquin et cofondateur de Trois-Rivières (circa 1600-date de décès inconnue).
- Napoléon Caron, c'est à la suite de la proposition de l'abbé que la Société Saint-Jean Baptiste a institué le concours (1880) à l'issue duquel on créa l'hymne national (Ô Canada de Calixa Lavallée et Adolphe-Basile Routhier)[76].
- Edward Brock Carter, écrivain, avocat, professeur et homme politique fédéral et provincial (1822-1883).
- Jacques de Noyon, premier Européen connu à avoir visité la région des Boundary Waters à l'ouest du Lac Supérieur.
- Simon-Pierre Denys de Bonnaventure, gouverneur de l'Acadie de 1705 à 1706.
- Maurice Duplessis, premier ministre du Québec de 1936 à 1939 et de 1944 à 1959.
- Ludger Duvernay, éditeur et membre fondateur de la Société Saint-Jean-Baptiste vécut à Trois-Rivières de 1817 à 1827, il édita entre autres Gazette des Trois-Rivières et La Minerve.
- Pierre de Francheville, prêtre et secrétaire de Mgr de Laval, il développa plusieurs paroisses de la colonie.
- Médard Chouart des Groseilliers, explorateur, coureur des bois, commerçant de fourrures et cofondateur de la Compagnie de la Baie d'Hudson.
- Bartholomew Conrad Augustus Gugy, militaire, seigneur et député du Bas-Canada (1796-1876).
- Aaron Hart, homme d'affaires du Bas-Canada, il est considéré comme le fondateur de la communauté juive du Canada et un des fondateurs de la synagogue Shearith Israël de Montréal (1724-1800).
- Ezekiel Hart, premier juif à être élu à l'Assemblée Législative du Bas-Canada et, par le fait même, premier juif à faire partie d'un parlement de l'Empire britannique.
- Jacques de La Ferté, abbé de l'abbaye de La Madeleine à Châteaudun (France), membre de la Compagnie de la Nouvelle-France dites des Cent-Associés et seigneur de La Madeleine (1580-1651).
- Jean-Baptiste Hertel de Rouville, lieutenant dans les troupes de la marine de l'armée de terre française (1668-1722).
- Frédéric Jansoone, père franciscain béatifié en 1988 par Jean-Paul II.
- Michel Leneuf de La Vallière et de Beaubassin, capitaine, commandant et gouverneur de l'Acadie.
- Pierre Gaultier de Varennes et de La Vérendrye, découvreur, il explora le territoire entre Winnipeg et les montagnes Rocheuses.
- Jean Nicolet, explorateur au Wisconsin et coureur des bois.
- Charles Richard Ogden, homme politique et fonctionnaire du Bas-Canada (1791-1866).
- François Poulin de Francheville, seigneur de Saint-Maurice et fondateur des Forges Saint-Maurice (1730).
- Maurice Poulin de La Fontaine, l'un des premiers défricheurs de la ville de Trois-Rivières, la région de la Mauricie et la rivière Saint-Maurice lui doivent leur nom (1620-1676).
- Pierre-Esprit Radisson, explorateur, cofondateur de la Compagnie de la Baie d'Hudson
- Pierre de Sales Laterrière, aventurier, directeur des Forges du Saint-Maurice et seigneur des Éboulements.
- Benjamin Sulte, écrivain, historien et militaire.
- Albert Tessier, prêtre et pionnier du cinéma québécois (1895-1976).
- Joseph-Adolphe Tessier, avocat, maire de Trois-Rivières et ministre (sous Lomer Gouin).
- Denis-Benjamin Viger, parlementaire, député de Trois-Rivières, patriote de 1837-38.

## Jumelages
| Ville | Ville      | Pays | Pays   | Période                   |
| ----- | ---------- | ---- | ------ | ------------------------- |
|       | Châteaudun |      | France | depuis le 12 juillet 1971 |
|       | Jinzhou    |      | Chine  | depuis le 9 juillet 1999  |
|       | Tours      |      | France | depuis 1973               |

Il existe une rue de Châteaudun à Cap-de-la-Madeleine, en référence au jumelage.

## Galerie

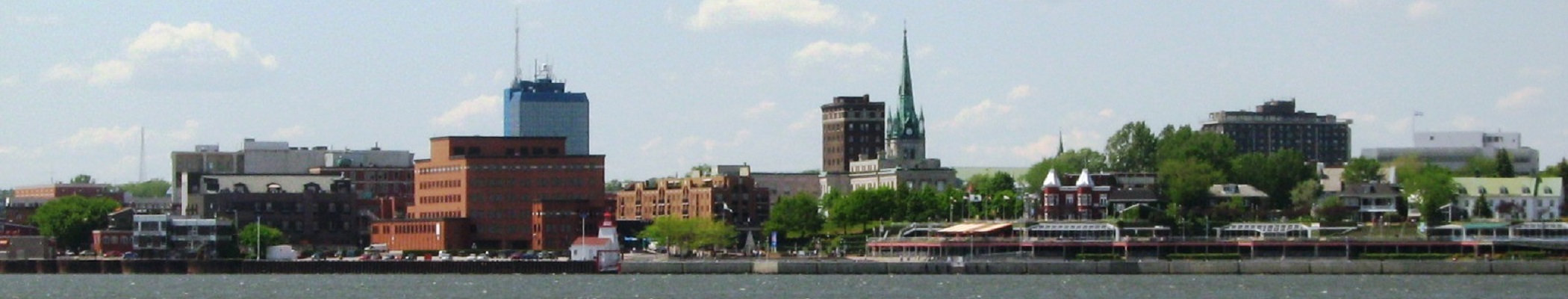
Panorama urbain.
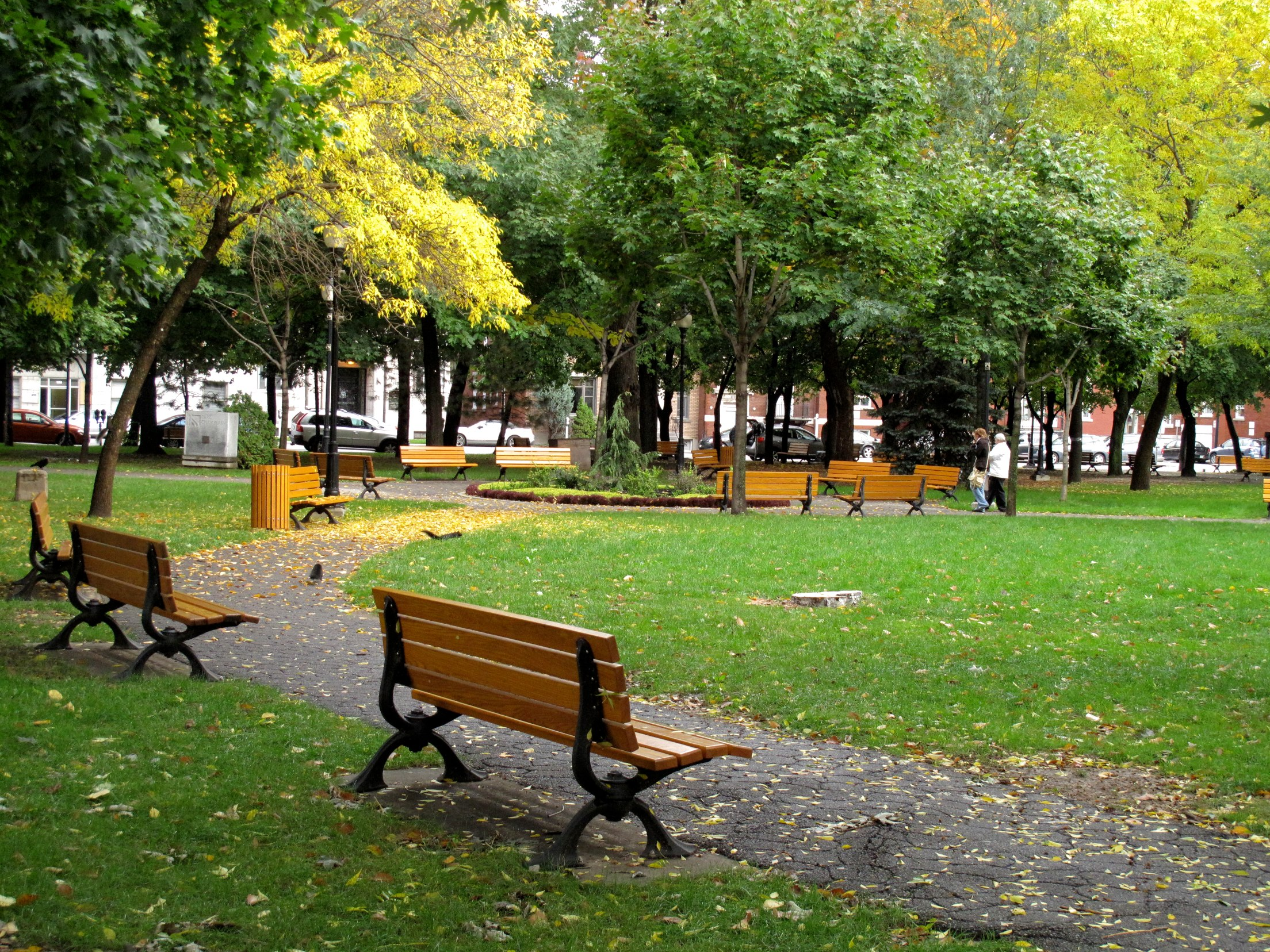
Parc Champlain.
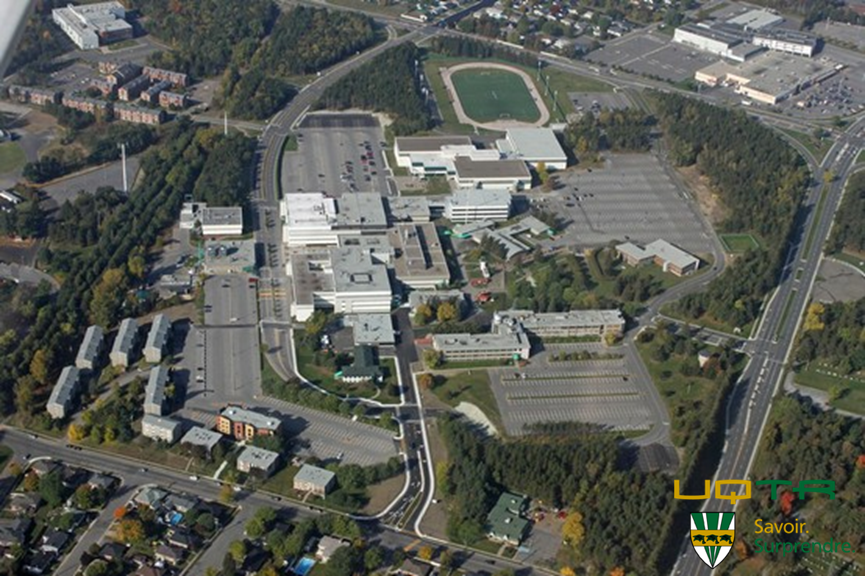
Vue aérienne campus UQTR.
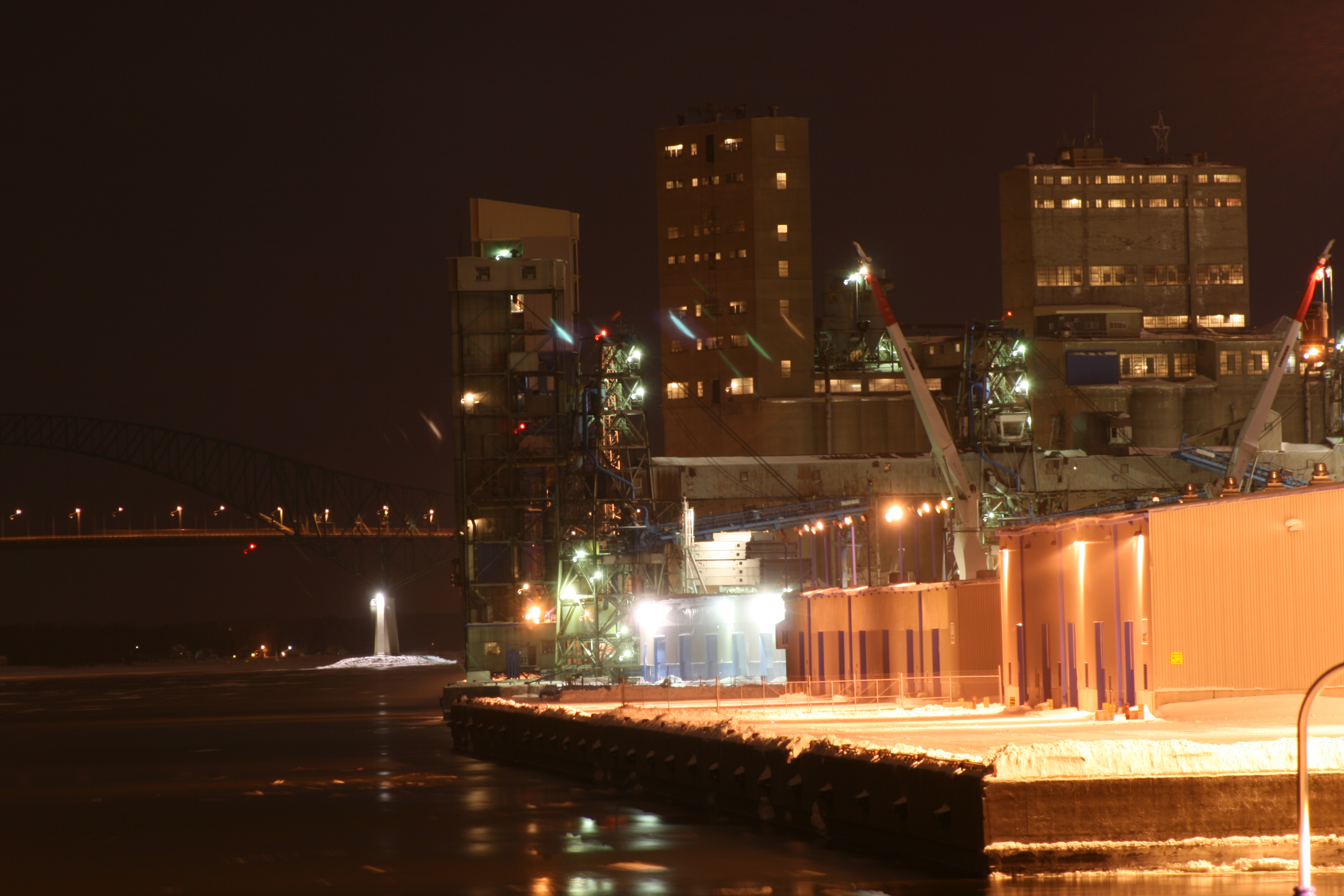
Port de Trois-Rivières.

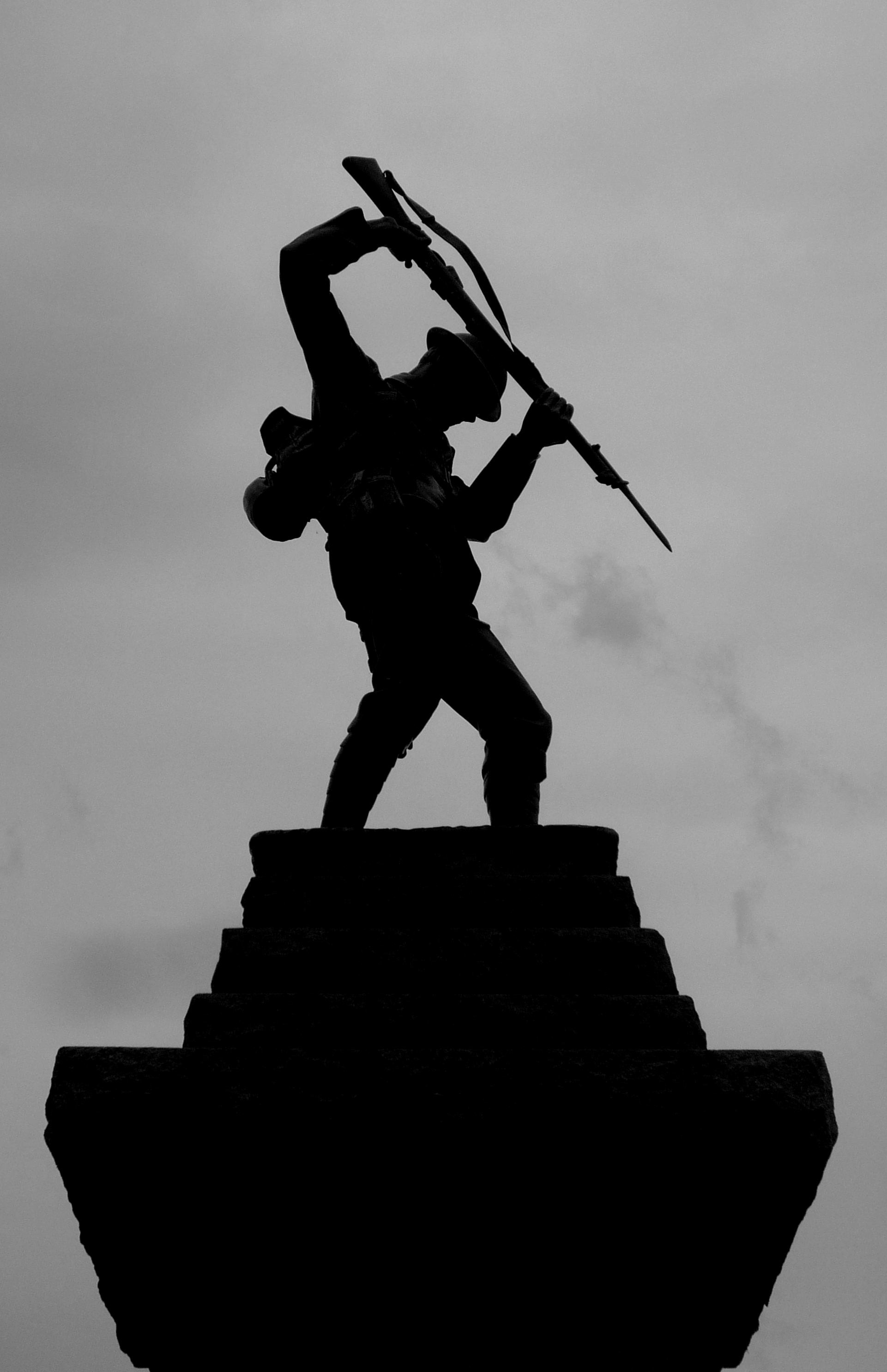
Memorial silhouette.
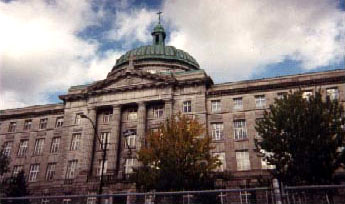
Musée Pierre-Boucher.
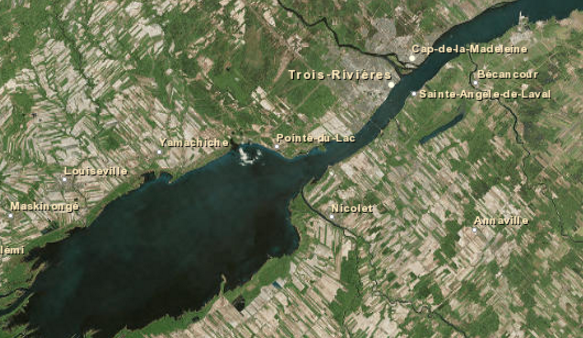
Coup d'œil satellite.
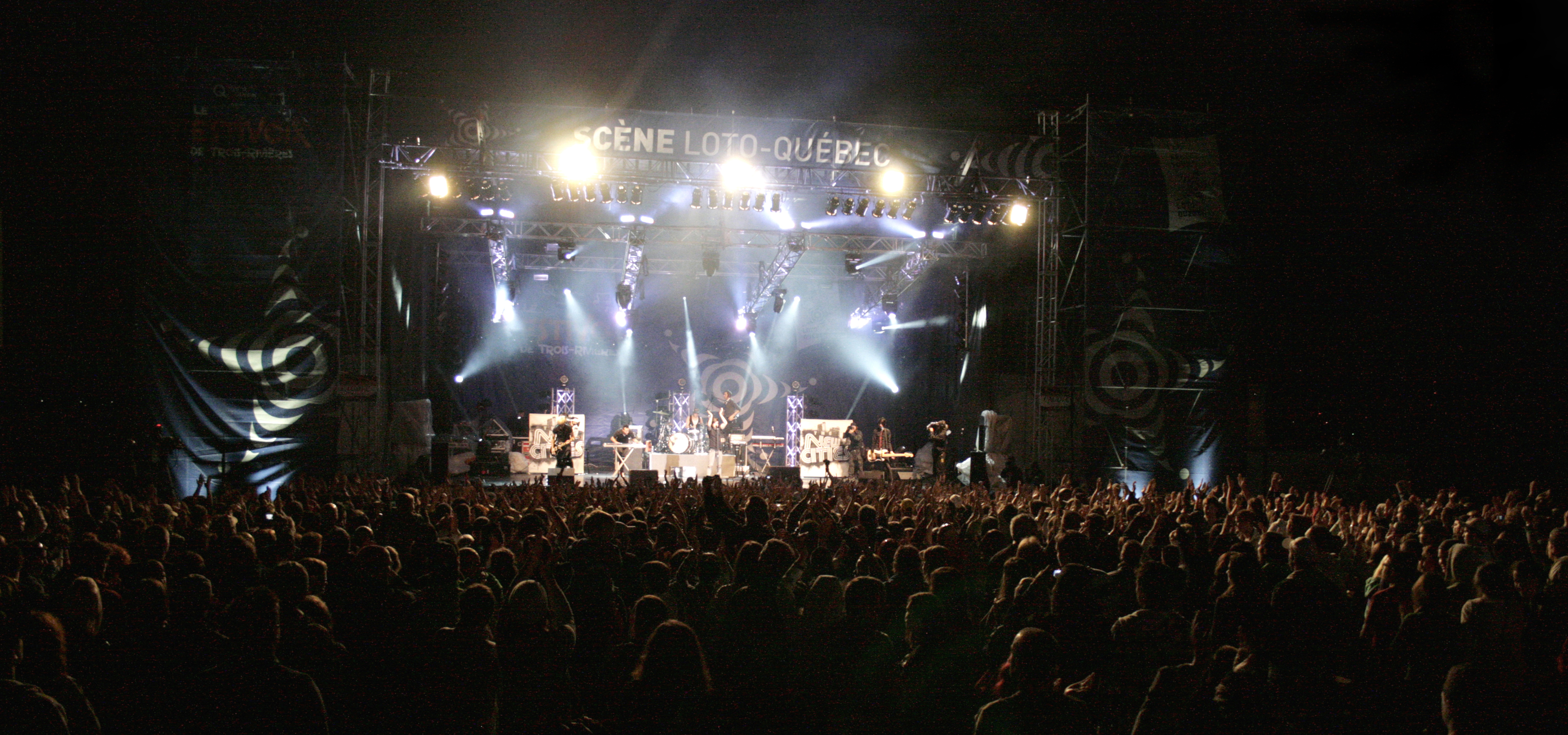
FestiVoix.
Circuit du GP3R.